# Lista de obras-primas do Património Mundial
Esta lista é uma sublista da Lista de Património Mundial.
Um sítio é considerado património mundial se satisfizer um de dez critérios. Esta lista contém os 222 sítios que cumprem o primeiro critério, isto é, os sítios que representam uma obra-prima do génio criativo humano.

## Afeganistão
- Paisagem cultural e ruínas arqueológicas do Vale de Bamiyan (2003)

## África do Sul

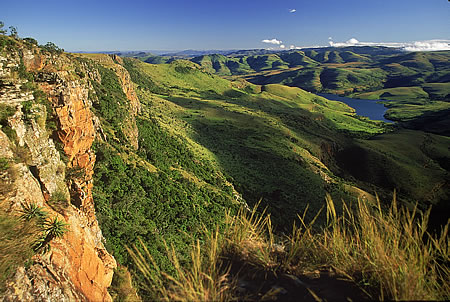
Parque uKhahlamba Drakensberg, África do Sul

- Parque uKhahlamba Drakensberg (2000)

## Alemanha
- Catedral de Aachen (1978)

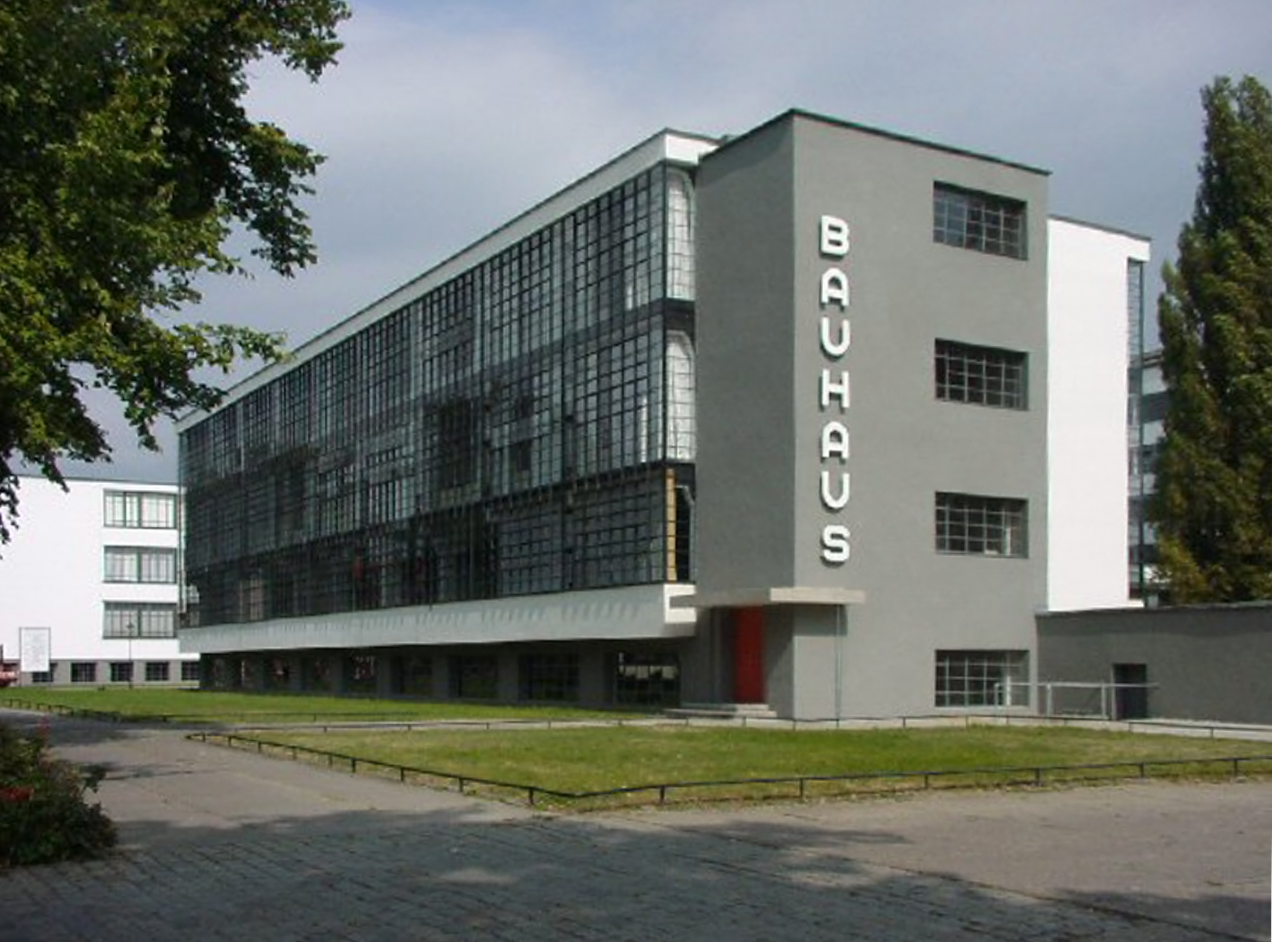
Bauhaus Dessau, Alemanha

- Residência de Wurtzburgo com os jardins do palácio e praça da residência de Wurtzburgo (1981)
- Igreja de Peregrinação de Wies (1983)
- Catedral de Santa Maria e Igreja de São Miguel em Hildesheim (1985)
- Monumentos Românicos, Catedral de São Pedro e Igreja de Nossa Senhora, Trier (1986)
- Palácios e parques de Potsdam e Berlim (1990, 1992, 1999)
- Minas de Rammelsberg e Cidade Histórica de Goslar (1992)
- Bauhaus e seus sítios em Weimar e Dessau (1996)
- Parque Muskauer-Muzakowski (2004) (sítio transfronteiriço com a Polónia)

## Argélia

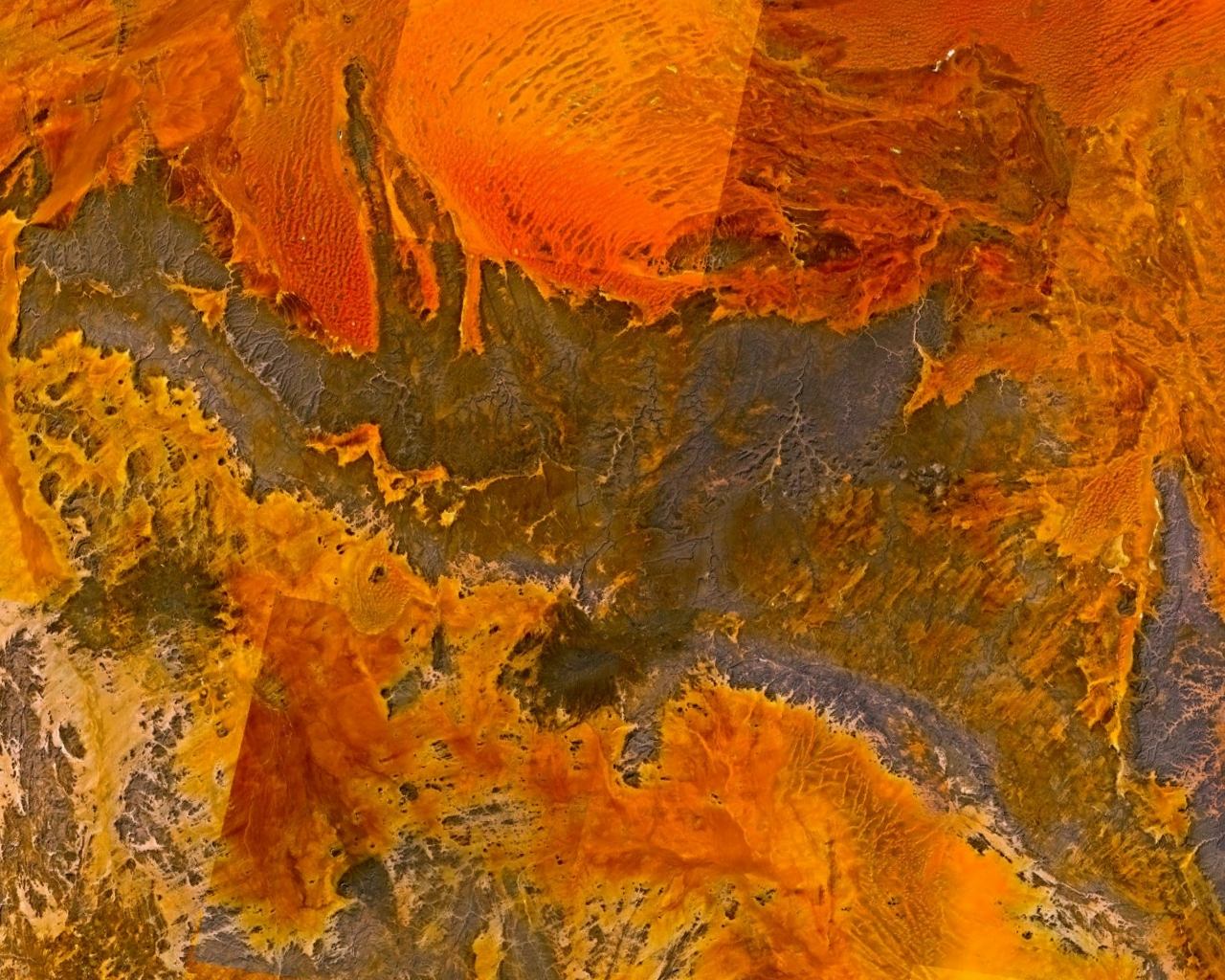
Tassili n'Ajjer, Argélia

- Tassili n'Ajjer (1982)

## Austrália

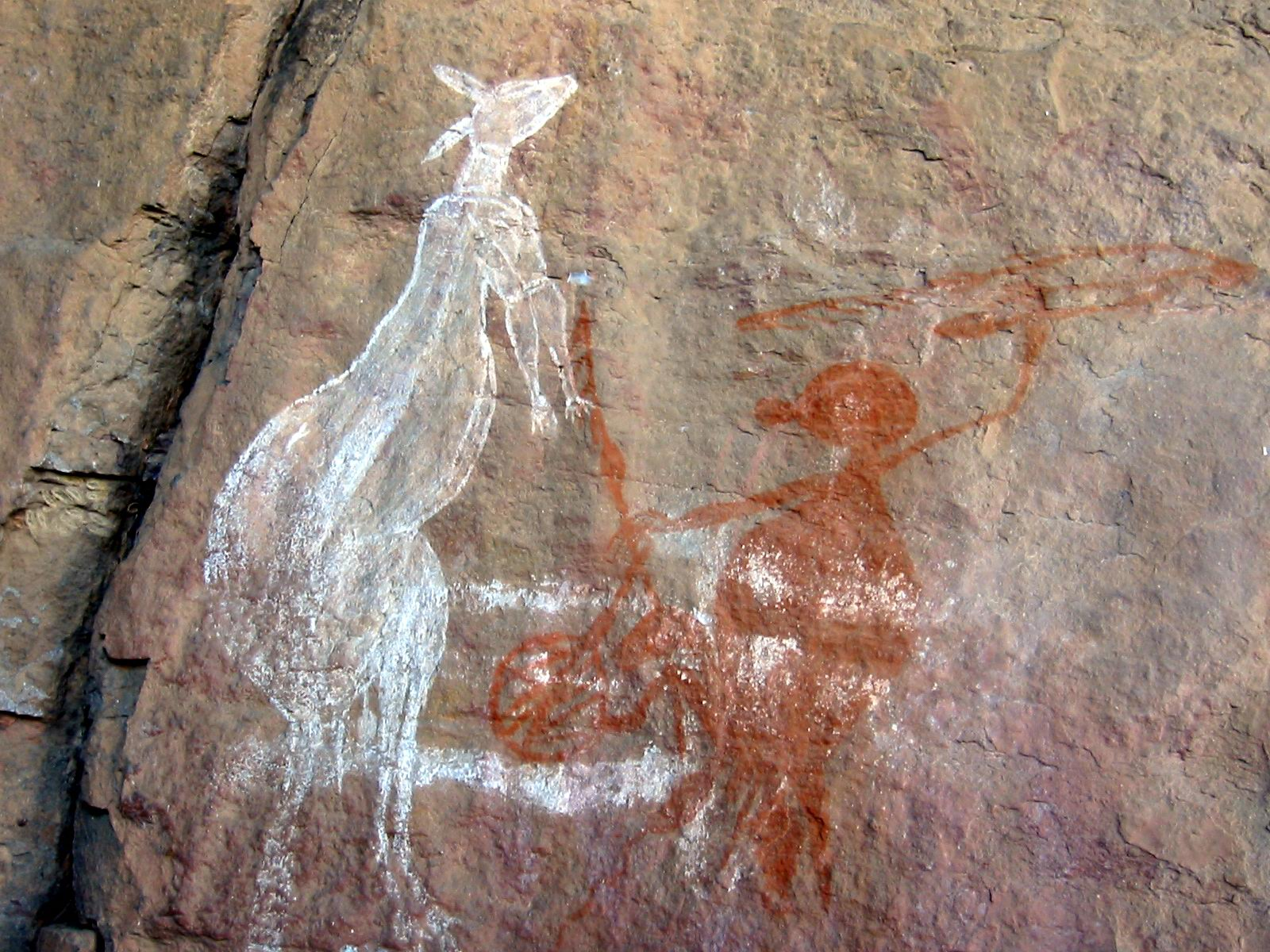
Arte aborígene no Parque Nacional Kakadu, Austrália

- Parque Nacional Kakadu (1981, 1987, 1992)

## Áustria

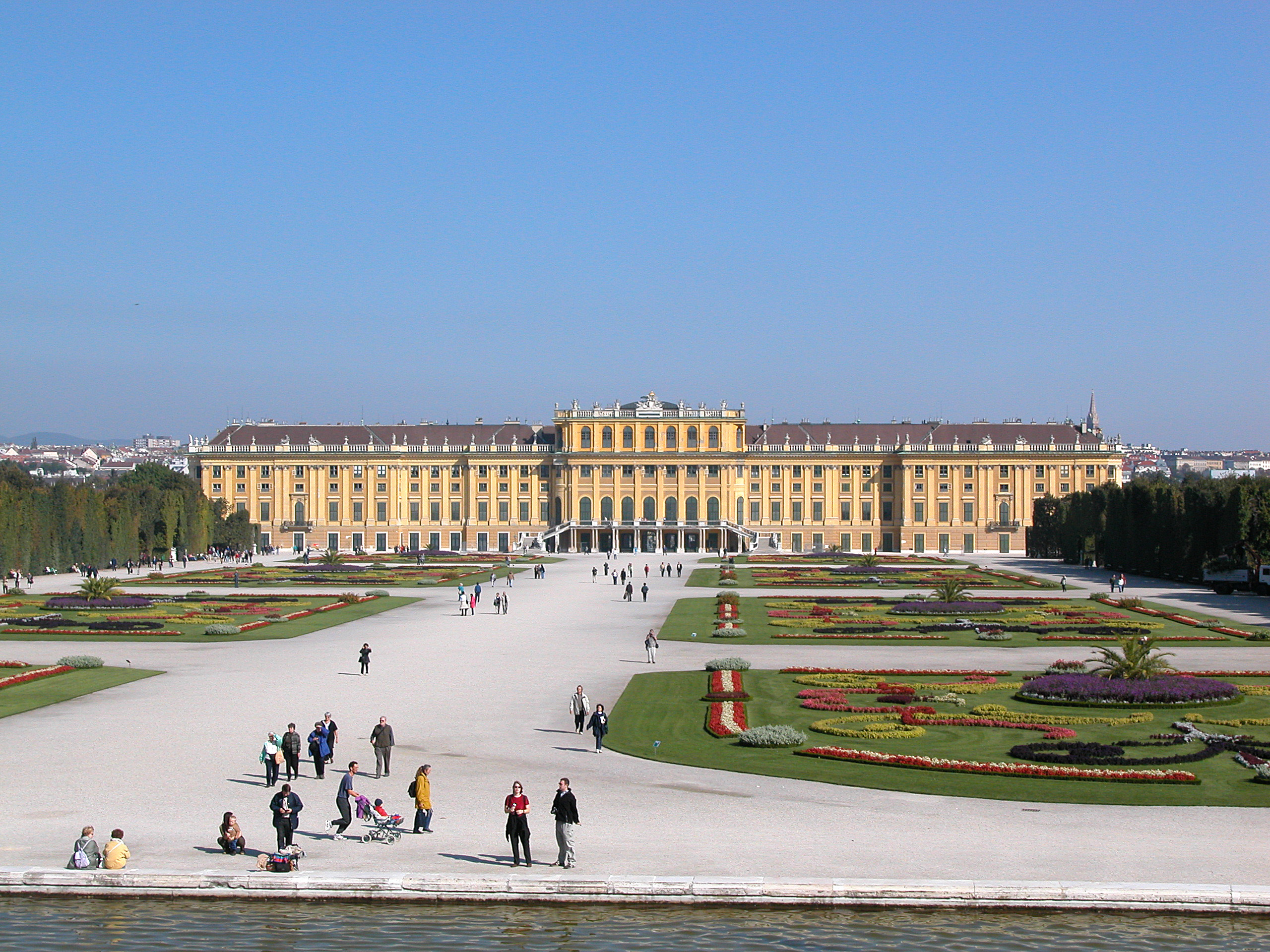
Palácio de Schönbrunn, Áustria

- Palácio e Jardins de Schönbrunn (1996)

## Bangladesh
- Ruínas do Vihara Budista de Paharpur (1985)

## Bélgica

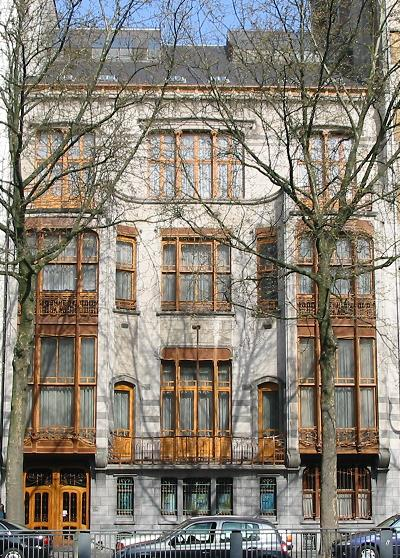
Hôtel Solvay, Bélgica

- Lista das principais construções de Victor Horta (Bruxelas) (2000)
- Minas Neolíticas de Silex de Spiennes (Mons) (2000)

## Botswana
- Tsodilo (2001)

## Brasil

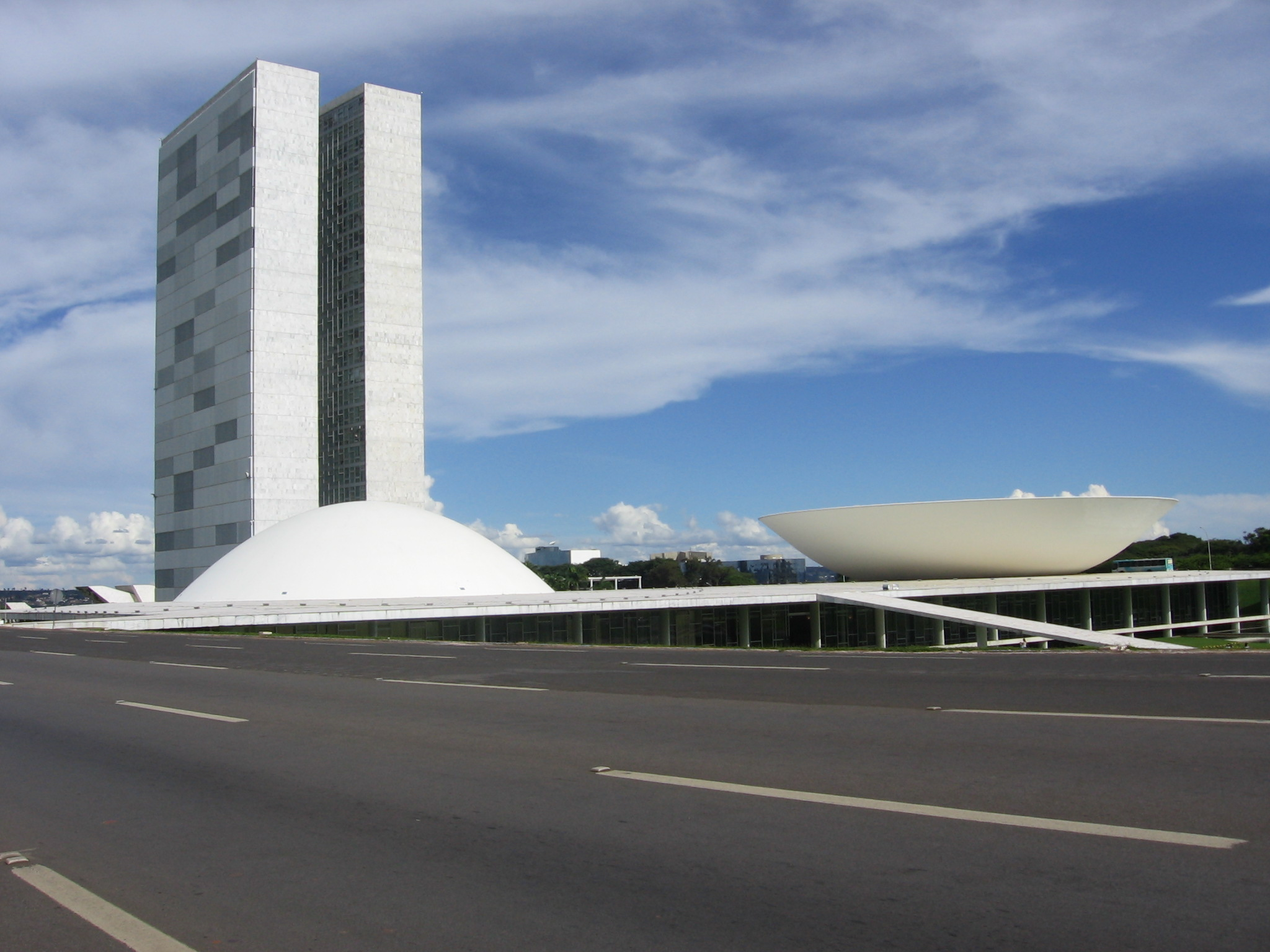
Sede do Congresso Nacional em Brasília, Brasil

- Cidade Histórica de Ouro Preto/MG (1980)
- Santuário do Bom Jesus de Matosinhos, Congonhas do Campo/MG (1985)
- Plano Piloto de Brasília/DF (1987)
- Centro Histórico de Olinda/PE (1982)

## Bulgária

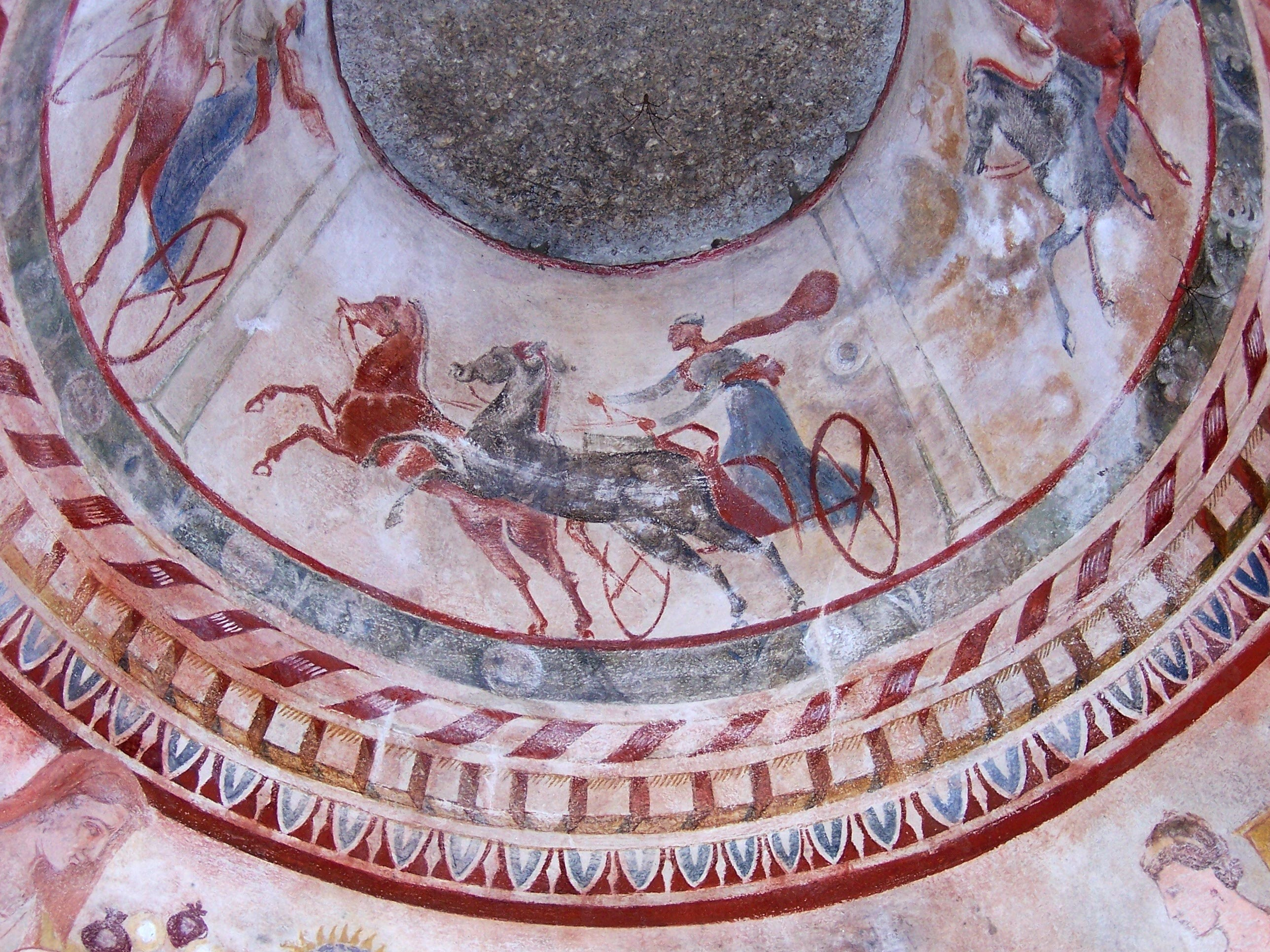
Túmulo Trácio de Kazanlak, Bulgária

- Cavaleiro de Madara (1979)
- Túmulo Trácio de Kazanlak (1979)
- Túmulo Trácio de Sveshtari (1985)

## Cambodja

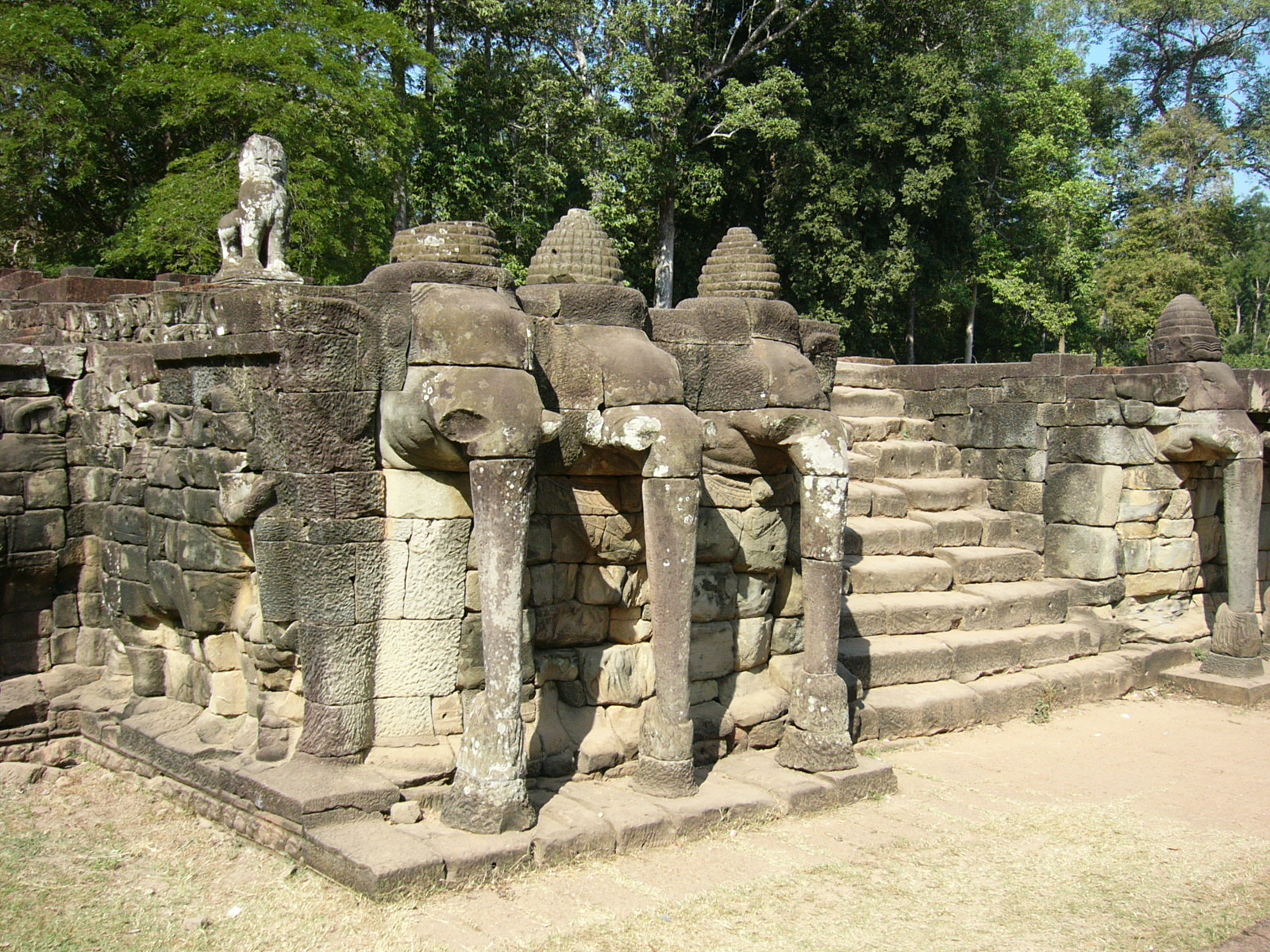
Terraço dos Elefantes, Angkor, Cambodja

- Angkor Wat (1992)

## Cazaquistão

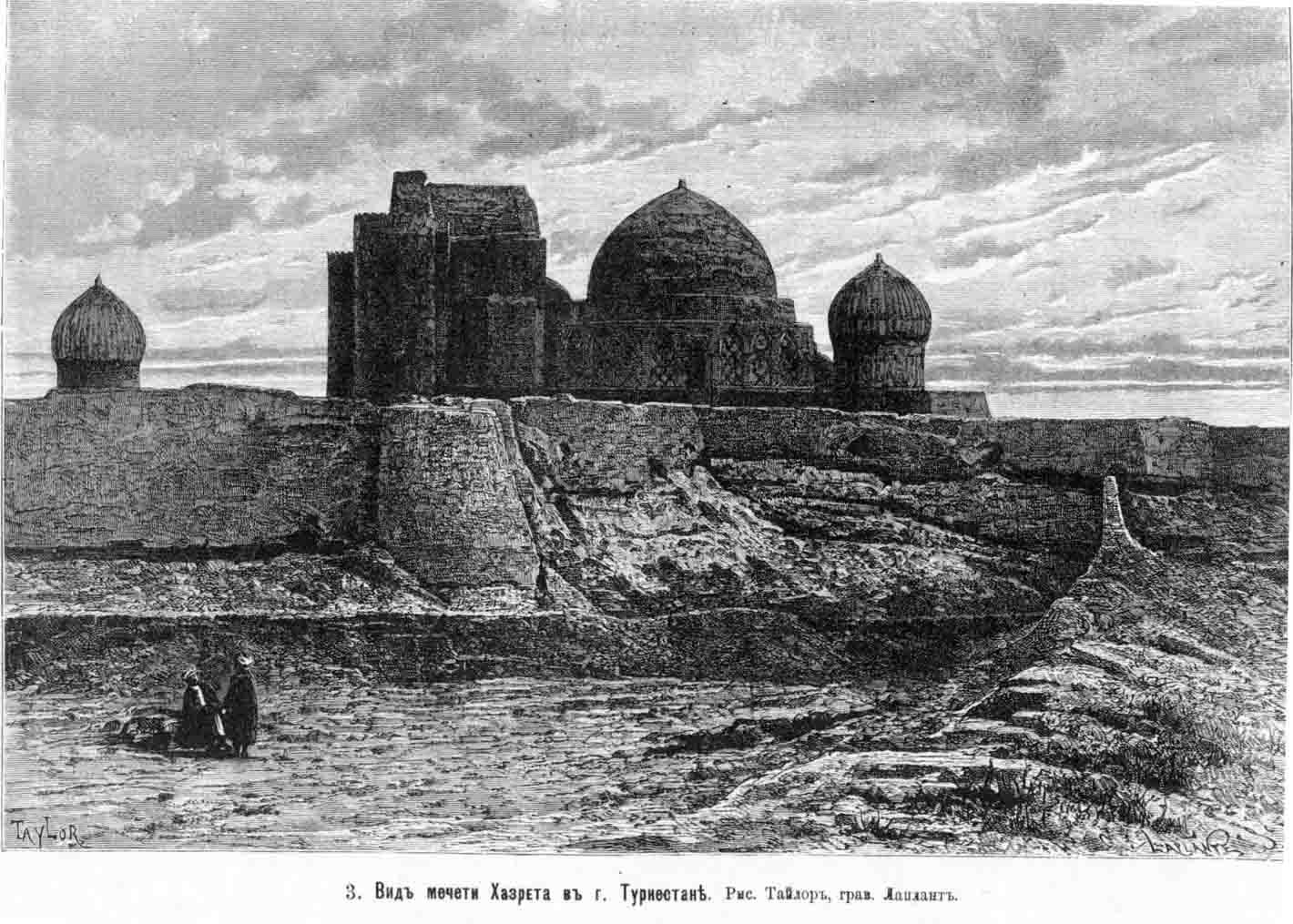
Mausoléu de Khoja Ahmed Yasawi, Cazaquistão

- Mausoléu de Khoja Ahmed Yasawi (2003)

## Chile

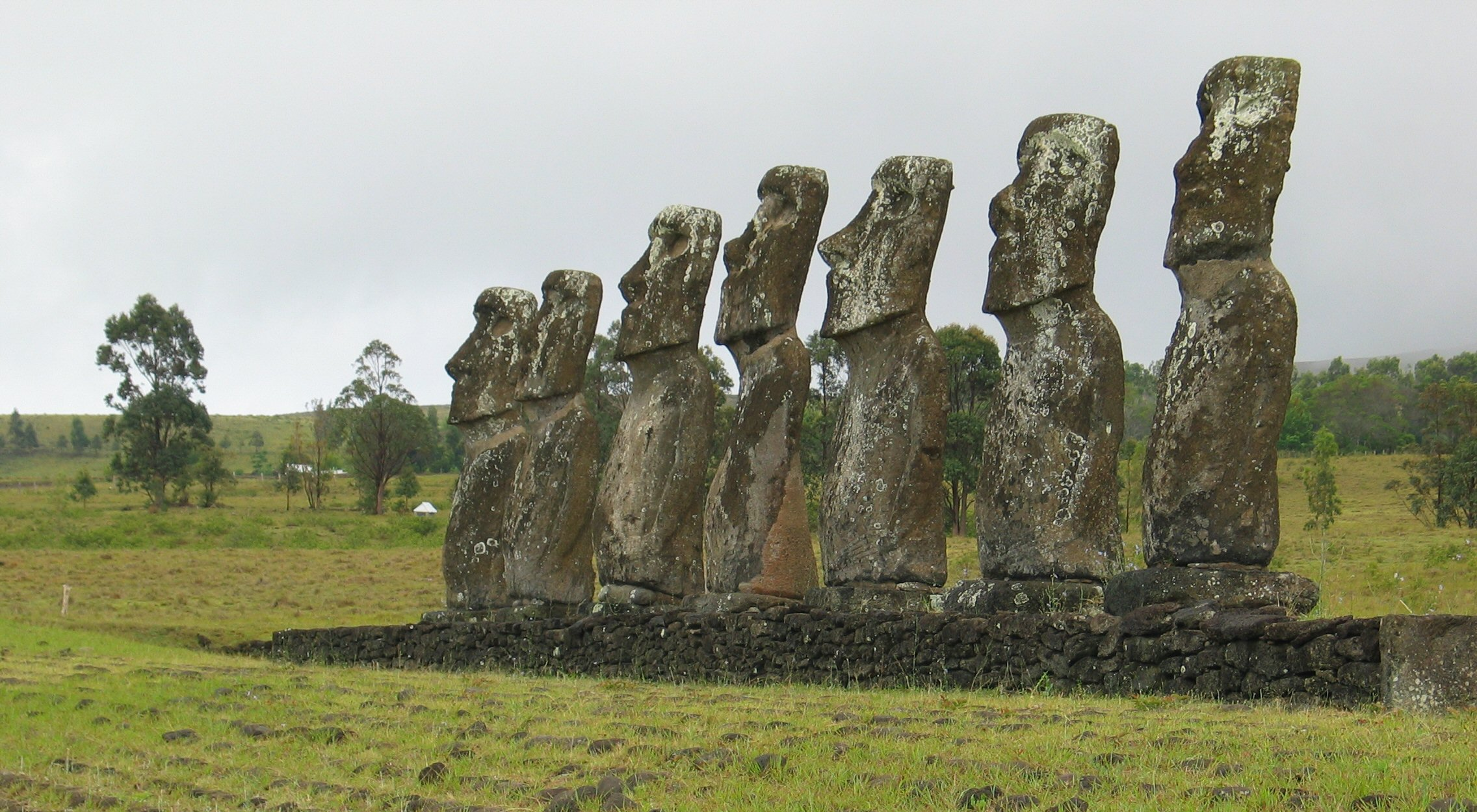
Moai em Ahu Akivi, Ilha de Páscoa, Chile

- Parque Nacional Rapa Nui (1995)

## China

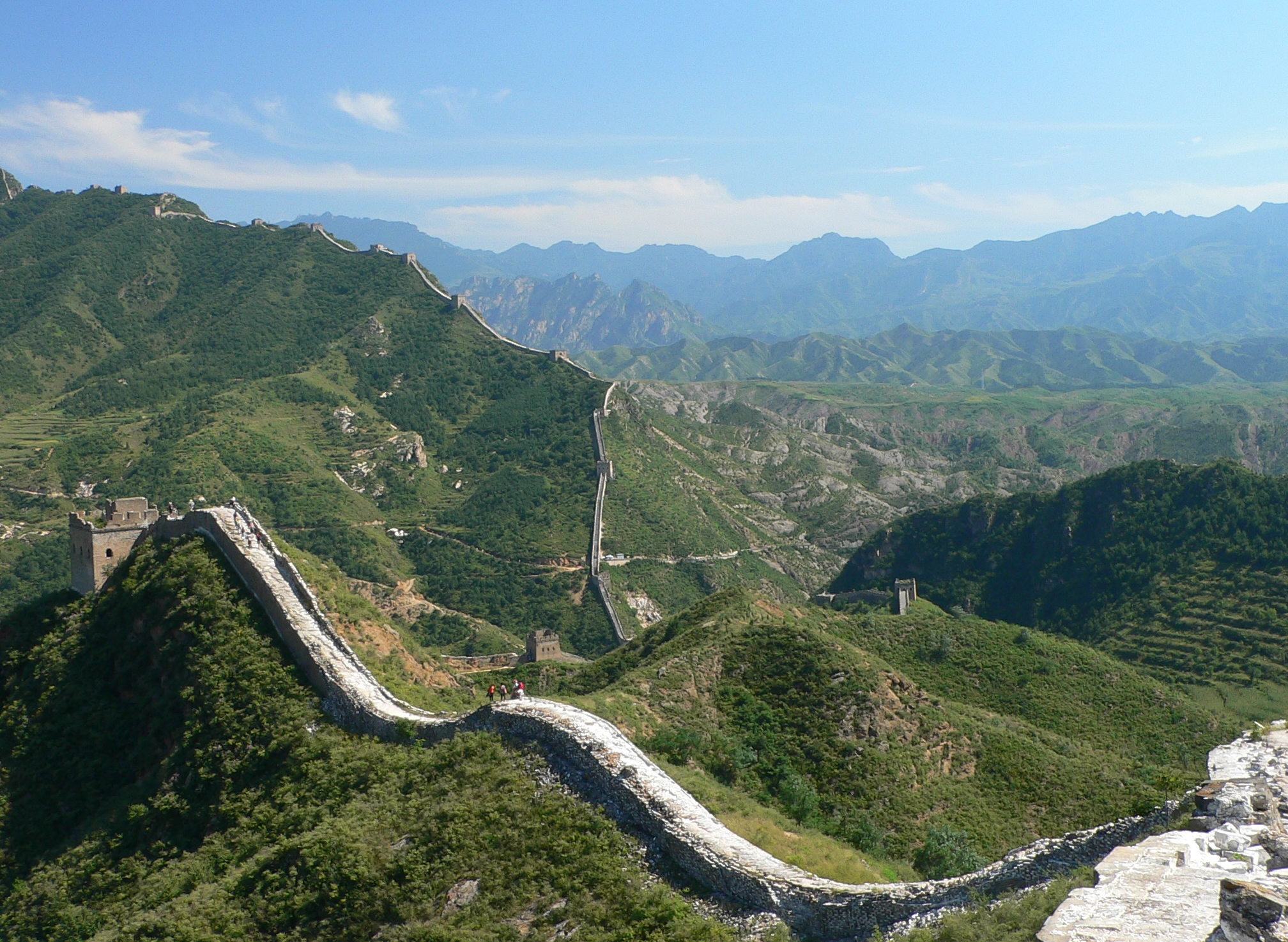
Grande Muralha, China

- Mausoléu do Primeiro Imperador Qin (1987)
- Grutas de Mogao (1987)
- Monte Taishan (1987)
- Grande Muralha da China (1987)
- Conjunto de Edificações Antigas nas Montanhas Wudang (1994)
- Conjunto Histórico do Palácio de Potala em Lhasa (1994, 2000, 2001)
- Templo e Cemitério de Confúcio e Mansão da Família Kong em Qufu (1994)
- Jardins Clássicos de Suzhou (1997, 2000)
- Palácio de Verão, um Jardim Imperial em Pequim (1998)
- Templo do Céu, Altar Sagrado Imperial em Pequim (1998)
- Esculturas Rupestres de Dazu (1999)
- Túmulos Imperiais das Dinastias Ming e Qing (2000, 2003, 2004)
- Grutas de Longmen (2000)
- Grutas de Yungang (2001)

## Coreia do Norte

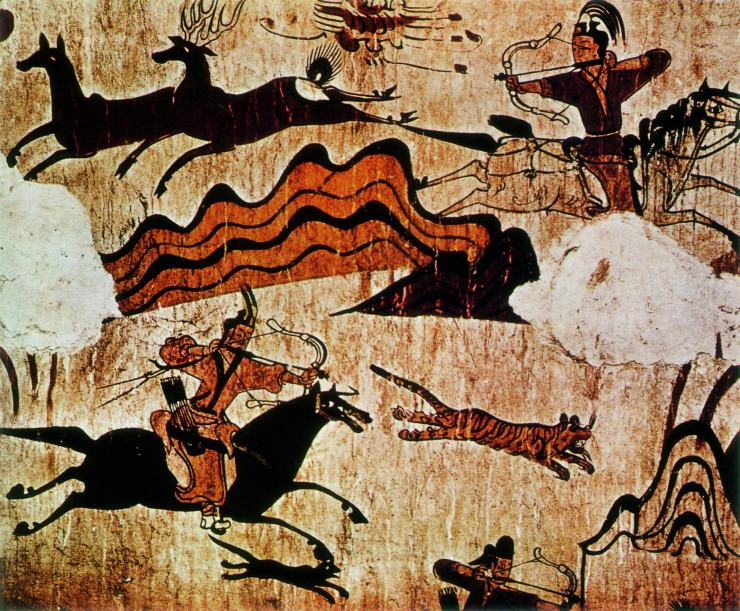
Mural num túmulo de Koguryo, Coreia do Norte

- Complexo de Túmulos de Koguryo (2004)

## Coreia do Sul

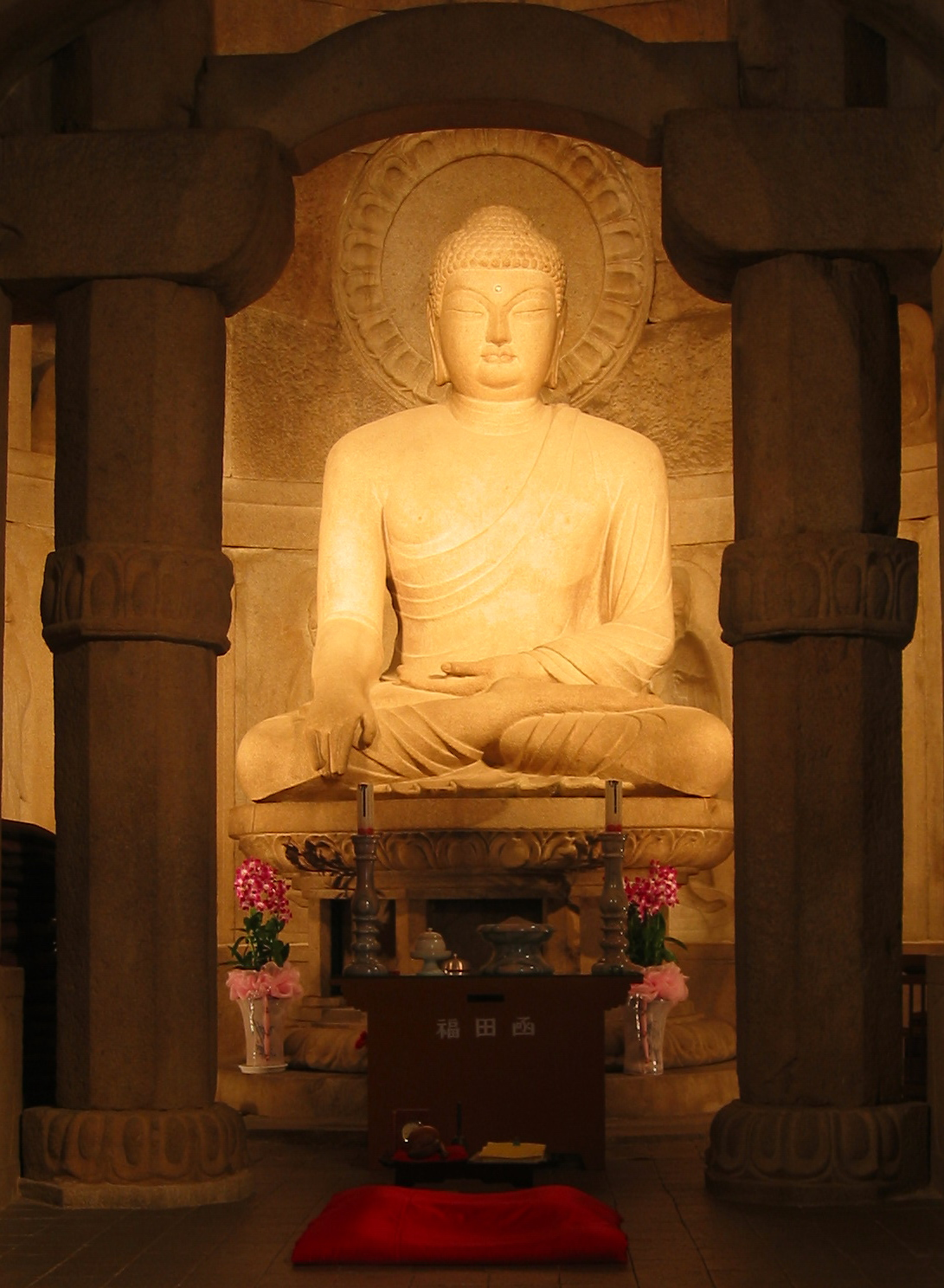
Buda de Seokguram, Coreia do Sul

- Gruta de Seokguram e Templo Bulguksa (1995)

## Croácia

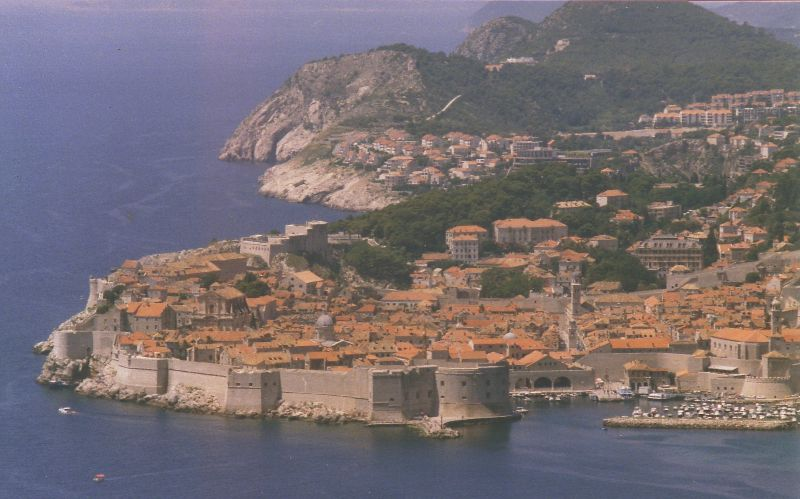
Dubrovnik, Croácia

- Cidade Antiga de Dubrovnik (1979 , 1994)
- Catedral de São Tiago em Sibenik (2000)

## Egito

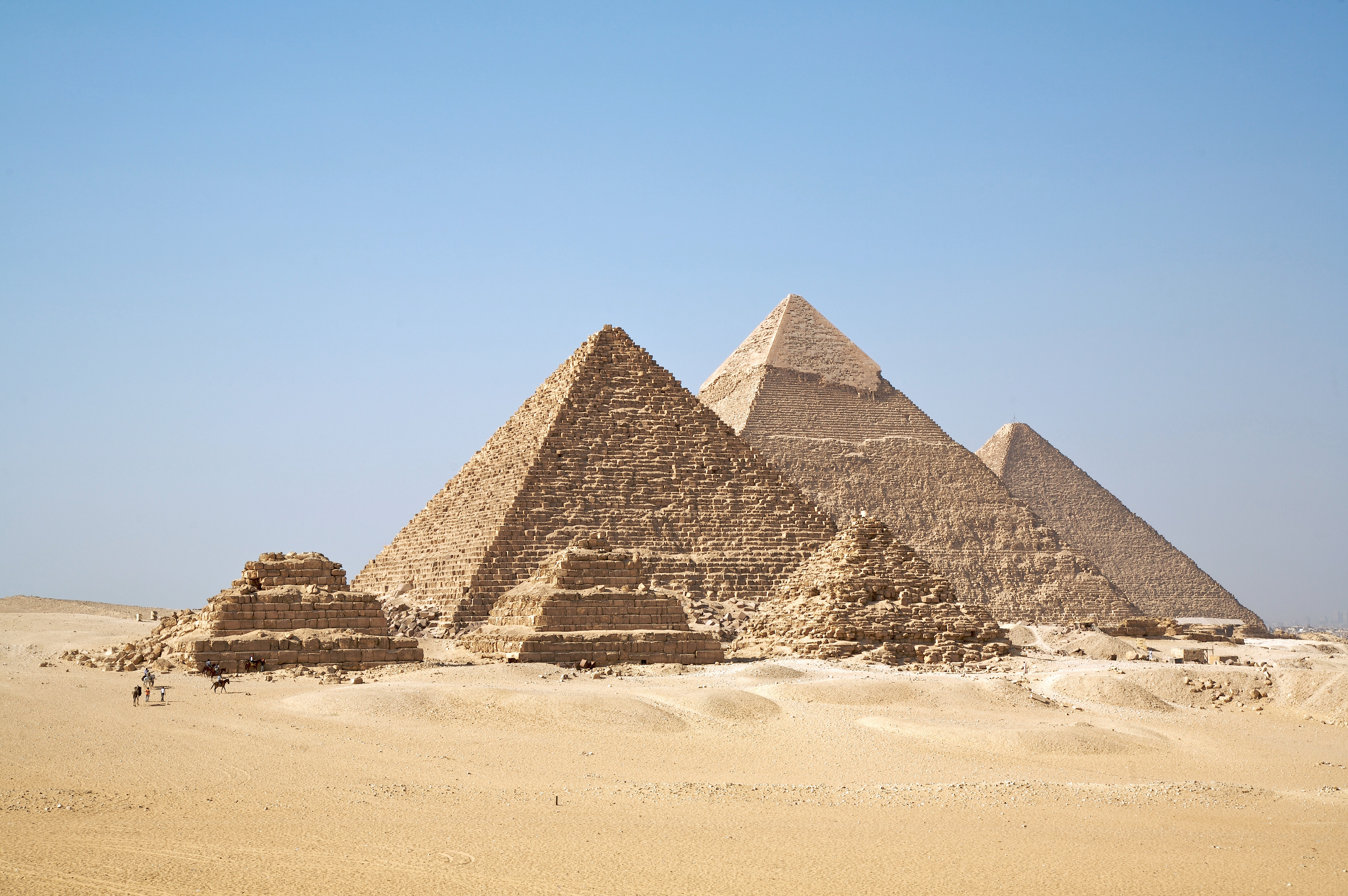
Pirâmides de Gizé, Egito

- Antiga Tebas com a sua necrópole (1979)
- Cairo Islâmico (1979)
- Mênfis e a sua necrópole - campos de pirâmides de Gizé a Dachur (1979)
- Monumentos Núbios de Abul-Simbel a Filas (1979)
- Área de Santa Catarina (2002)

## Espanha

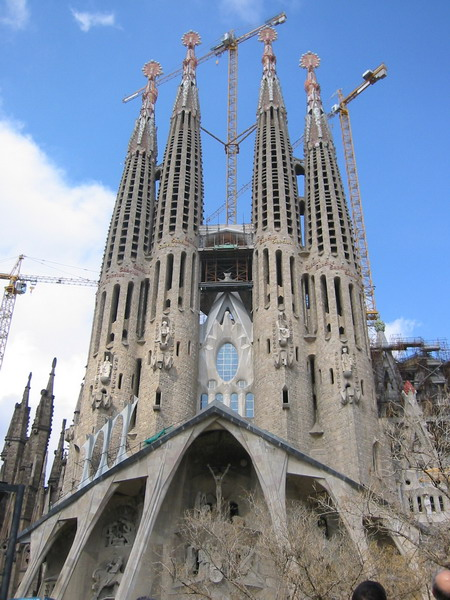
Fachada da Paixão, Templo Expiatório da Sagrada Família, Espanha

- Alhambra, Generalife e Albaicín, Granada (1984, 1994)
- Centro Histórico de Córdova (1984, 1994)
- Mosteiro e Sítio do Escorial (1984)
- Obras de Antoni Gaudí (1984, 2005)
- Caverna de Altamira (1985)
- Cidade antiga de Segóvia e seu aqueduto (1985)
- Monumentos de Oviedo e Reino das Astúrias (1985, 1998)
- Santiago de Compostela (cidade antiga) (1985)
- Cidade histórica de Toledo (1986)
- Catedral, Alcazar e Arquivo das Índias em Sevilha (1987)
- Cidade antiga de Salamanca (1988)
- Mosteiro de Poblet (1991)
- La Llotja de la Seda (a Bolsa da Seda)de Valência (1996)
- Las Médulas (1997)
- Palau de la Música Catalana e o Hospital de Sant Pau, Barcelona (1997)
- Ponte de Vizcaya (2006)

## Estados Unidos da América
- Estátua da Liberdade (1984)

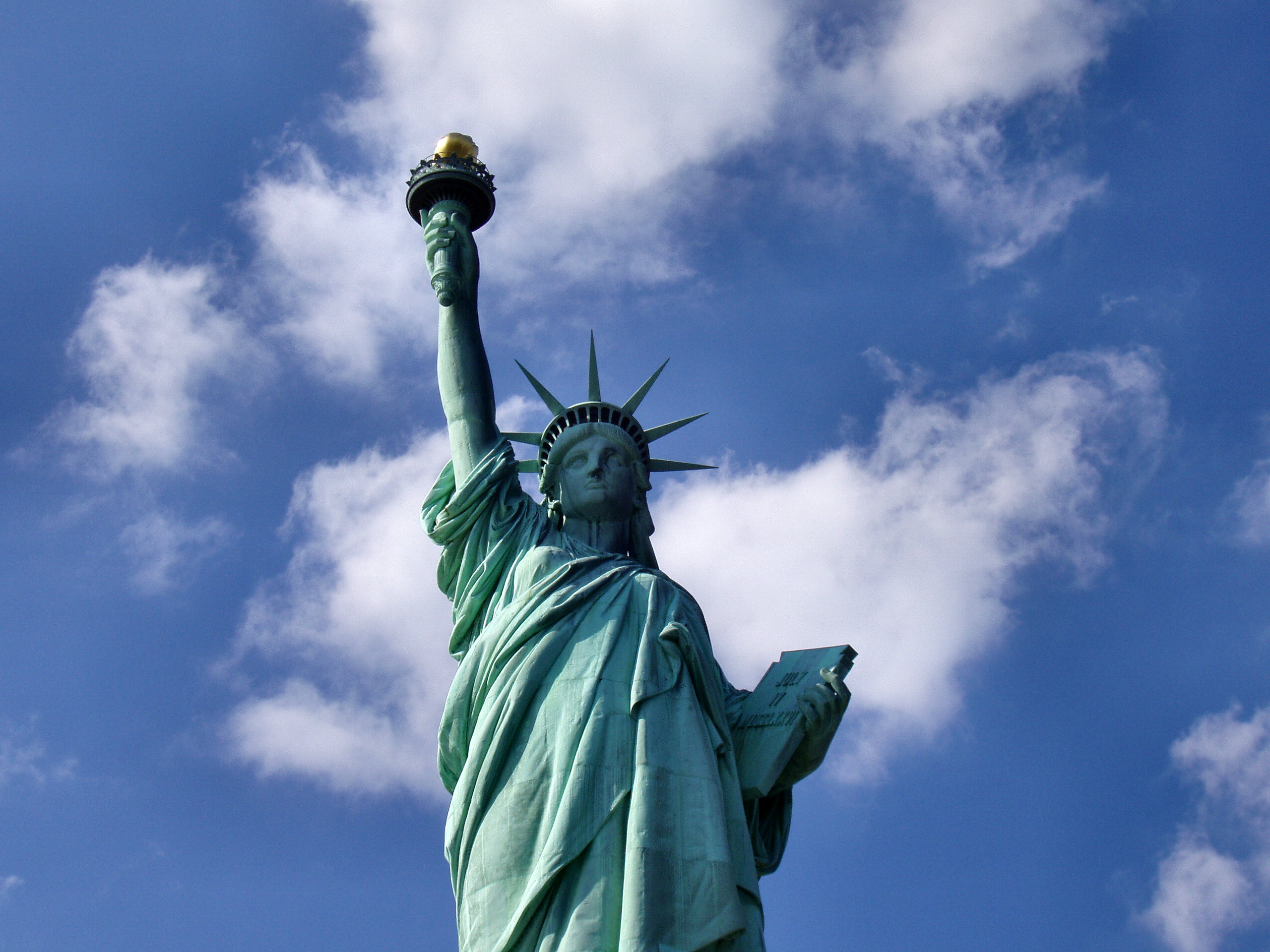
Estátua da Liberdade, EUA

- Monticello e Universidade de Virginia em Charlottesville (1987)

## Etiópia

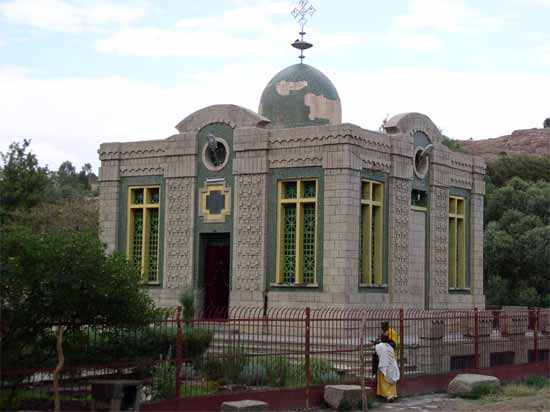
Igreja da Arca da Aliança, Axum, Etiópia

- Igrejas escavadas na rocha de Lalibela (1978)
- Axum (1980)
- Tiya (1980)

## França

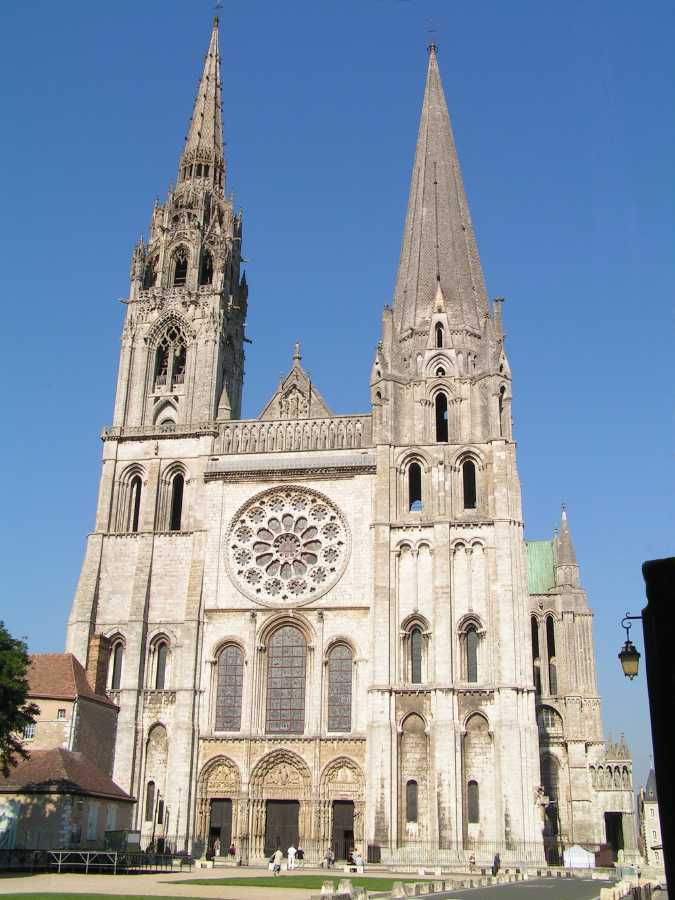
Catedral de Chartres, França

- Monte Saint-Michel e sua baía (1979)
- Catedral de Chartres (1979)
- Palácio e Parque de Versailles (1979)
- Vézelay, igreja e morro (1979)
- Grutas decoradas do vale do Vézère (1979)
- Catedral de Amiens (1981)
- Royal Saltworks of Arc-et-Senans (1982)
- Praça Stanislas, Praça de la Carrière and Praça d'Alliance em Nancy (1983)
- Igreja de Saint-Savin sur Gartempe (1983)
- Pont du Gard (aqueduto romano) (1985)
- Estrasburgo - Grande ilha (1988)
- Paris, Banks of the Seine (1991)
- Catedral de Notre-Dame, antiga Abadia de Saint-Remi e Palácio de Tau, Reims (1991)
- Catedral de Bourges (1992)
- Historic Centre of Avignon (1995)
- Canal du Midi (1996)
- Vale do Loire entre Sully-sur-Loire e Chalonnes (2000)

## Gâmbia

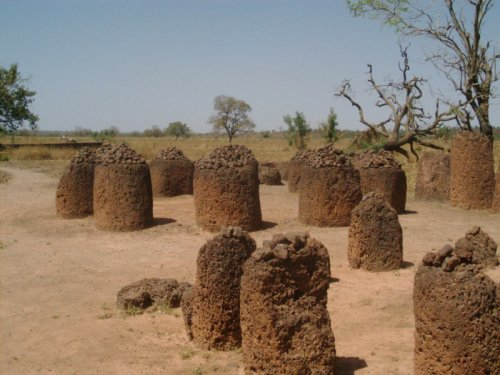
Círculos de Pedra da Senegâmbia

- Círculos de Pedra da Senegâmbia (2006) (sítio transfronteiriço com o Senegal)

## Grécia

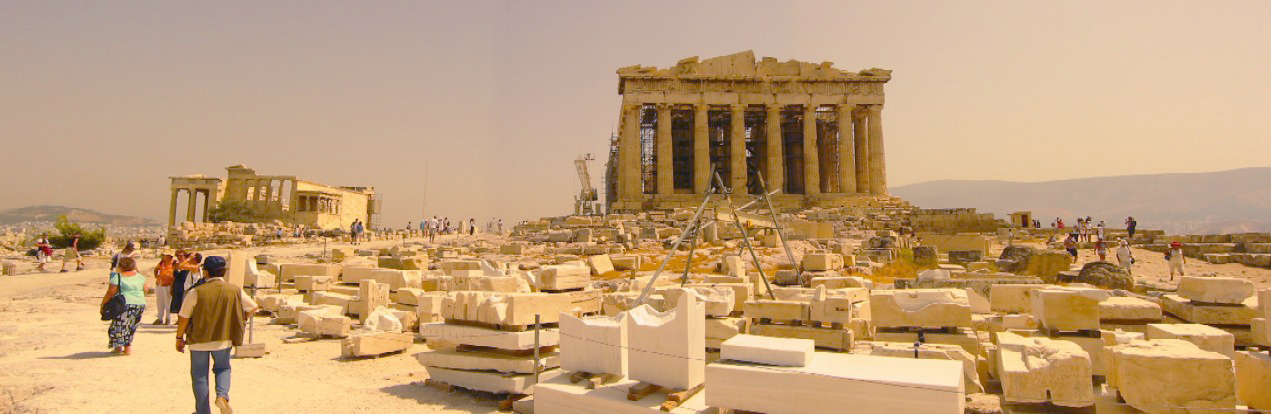
O Partenon, na colina da Acrópole, Grécia

- Templo de Apolo Epicúrio em Bassae (1986)
- Sítio Arqueológico de Delfos (1987)
- Acrópole de Atenas (1987)
- Monte Atos (1988)
- Meteora (1988)
- Monumentos paleocristãos e bizantinos de Tessalônica (1988)
- Sítio Arqueológico de Epidauro (1988)
- Sítio Arqueológico de Olímpia (1989)
- Mosteiros de Dafne, Hossios Luckas e Nea Moni de Quio (1990)
- Sítio Arqueológico de Vergina (1996)
- Sítios Arqueológicos de Micenas e Tirinte (1999)

## Guatemala
- Parque Nacional de Tikal (1979)

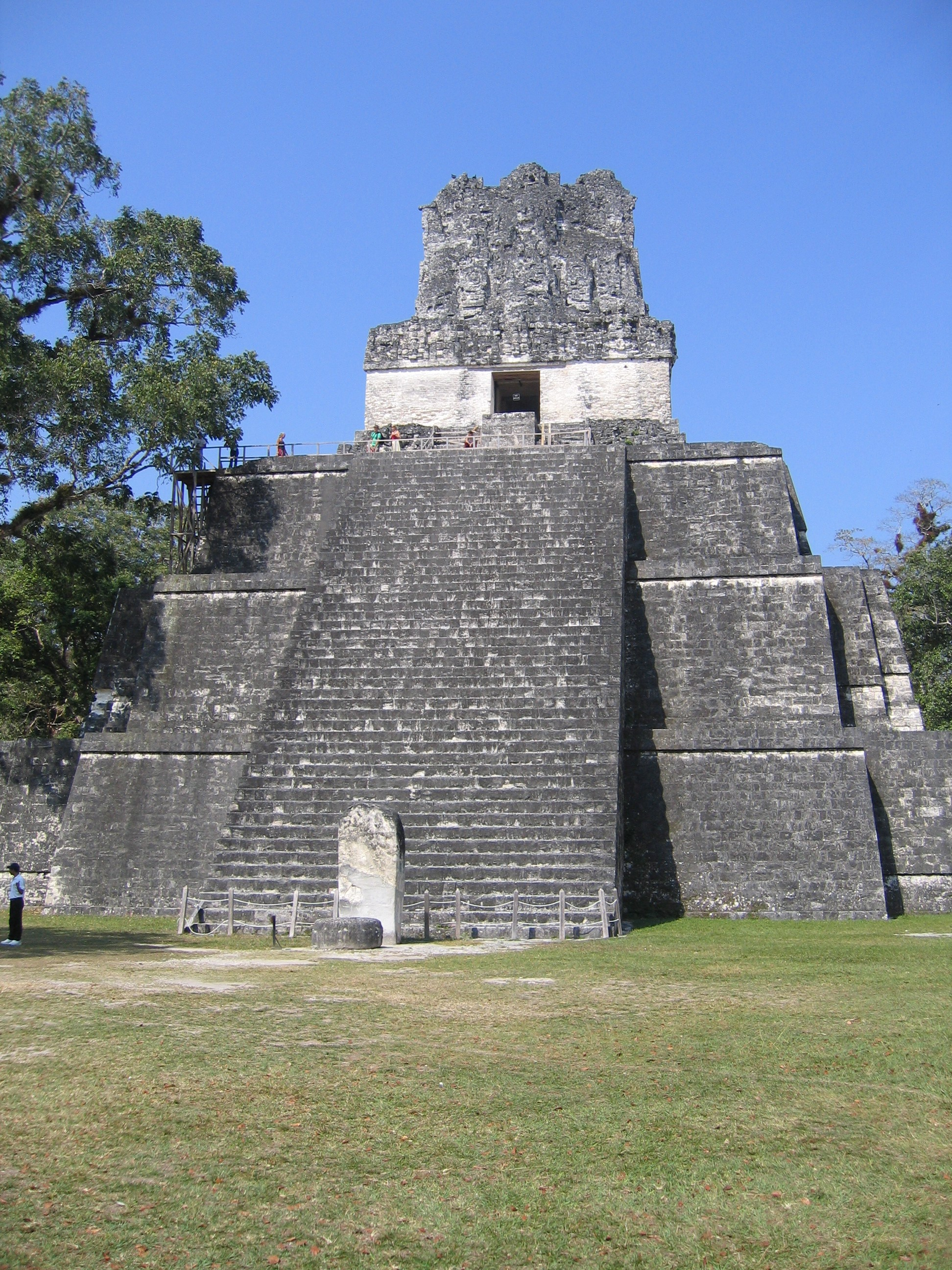
Parque Nacional de Tikal, Guatemala

- Parque Arqueológico e Ruínas de Quirigua (1981)

## Índia
- Grutas de Ajanta (1983)
- Grutas de Ellora (1983)
- Taj Mahal (1983)
- Templo do Sol em Konarak (1984)

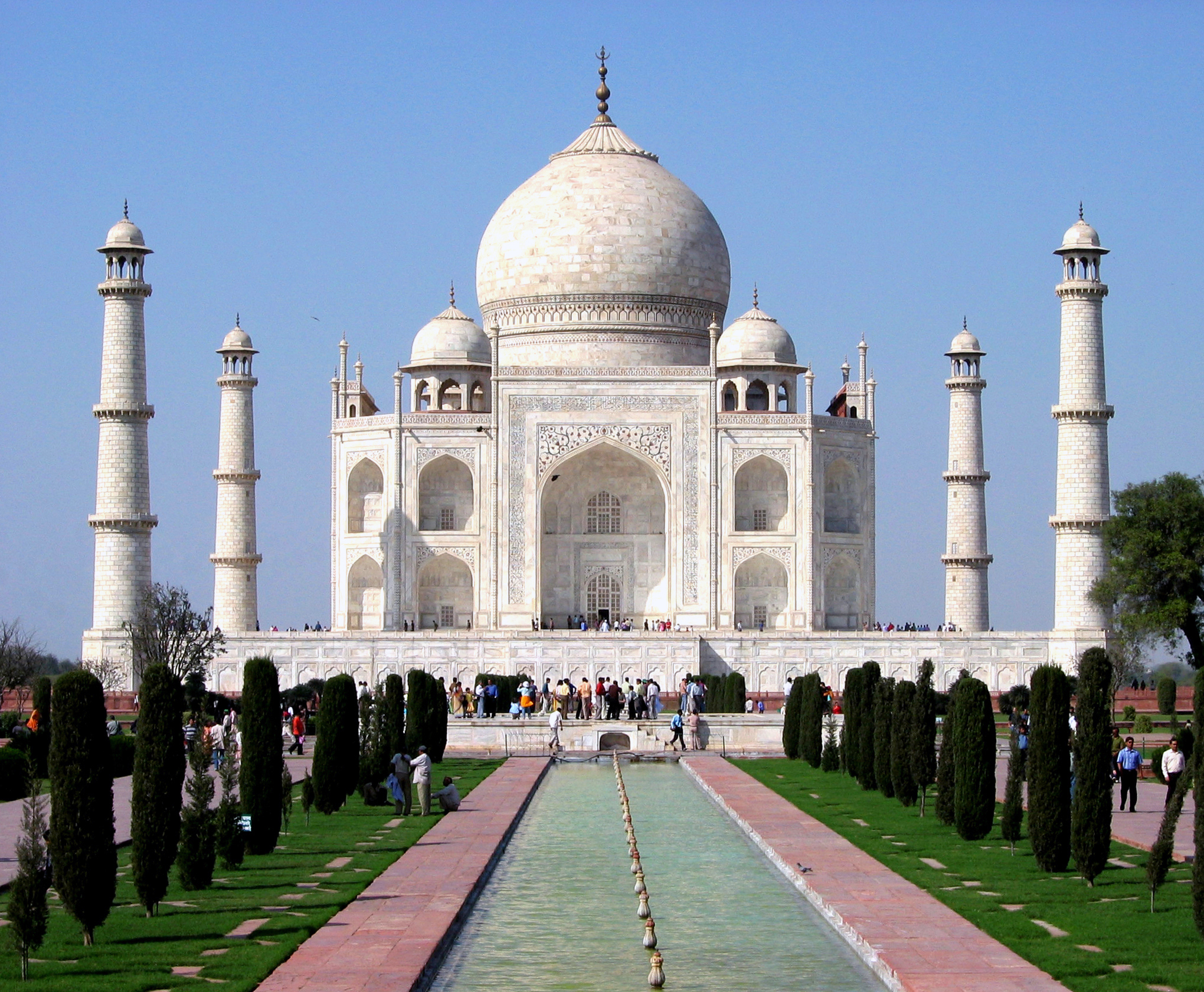
Taj Mahal, Índia

- Conjunto Monumental de Mahabalipuram (1984)
- Conjunto de Templos de Khajuraho (1986)
- Conjunto Monumental de Hampi (1986)
- Grutas de Elephanta (1987)
- Monumentos Budistas de Sânchî (1989)
- Conjunto do Templo de Mahabodhi em Bodhgaya (2002)

## Indonésia
- Conjunto de Borobudur (1991)
- Prambanan Temple Compounds (1991)

## Irão
- Persépolis (1979)

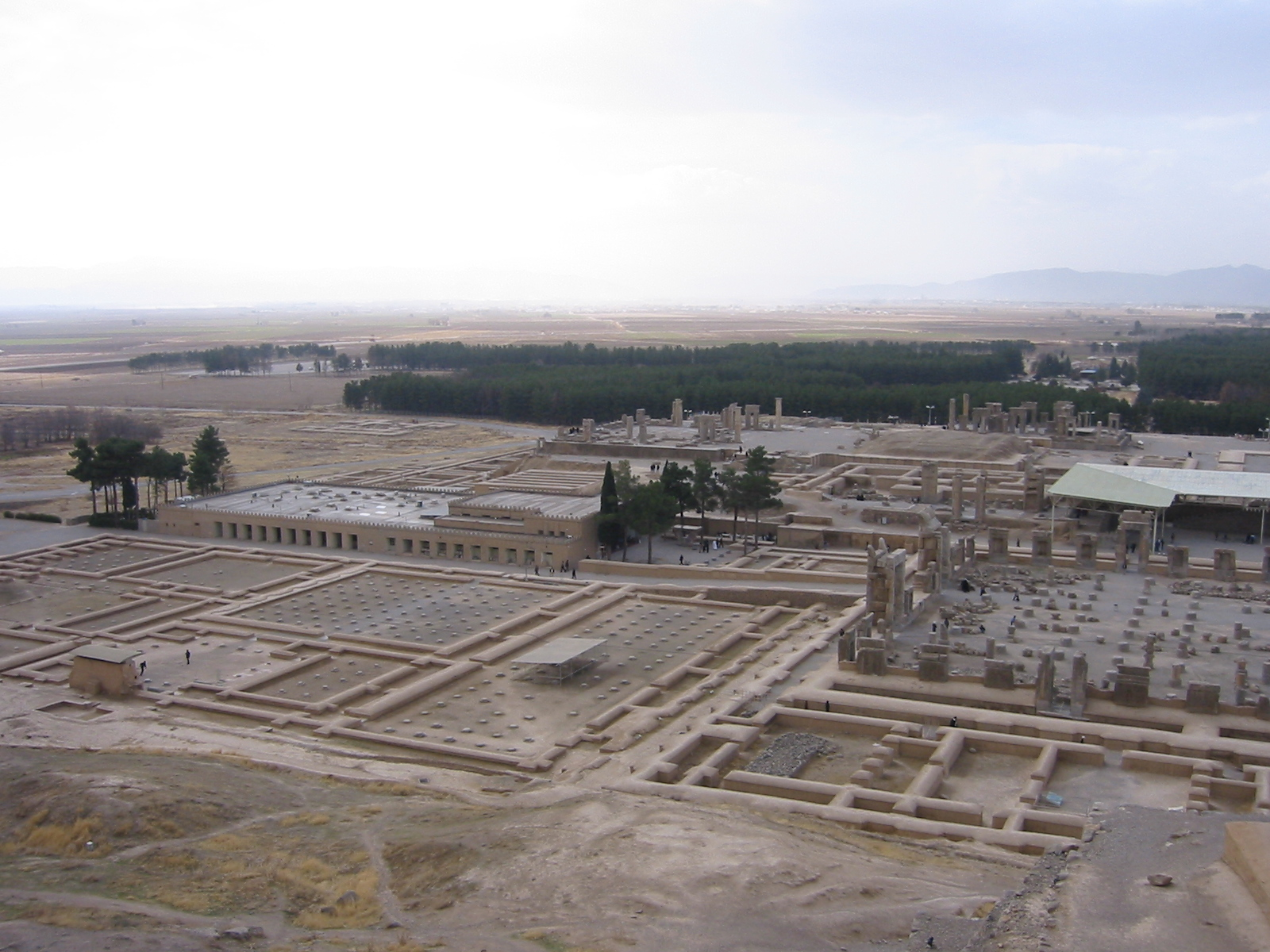
Persépolis, Irão

- Praça de Naqsh-e Jahan ou Meidan Emam em Esfahan (1979)
- Takht-e Sulaiman (2003)
- Pasárgada (2004)

## Irlanda
- Conjunto Arqueológico do Vale do Boyne (1993)

## Itália

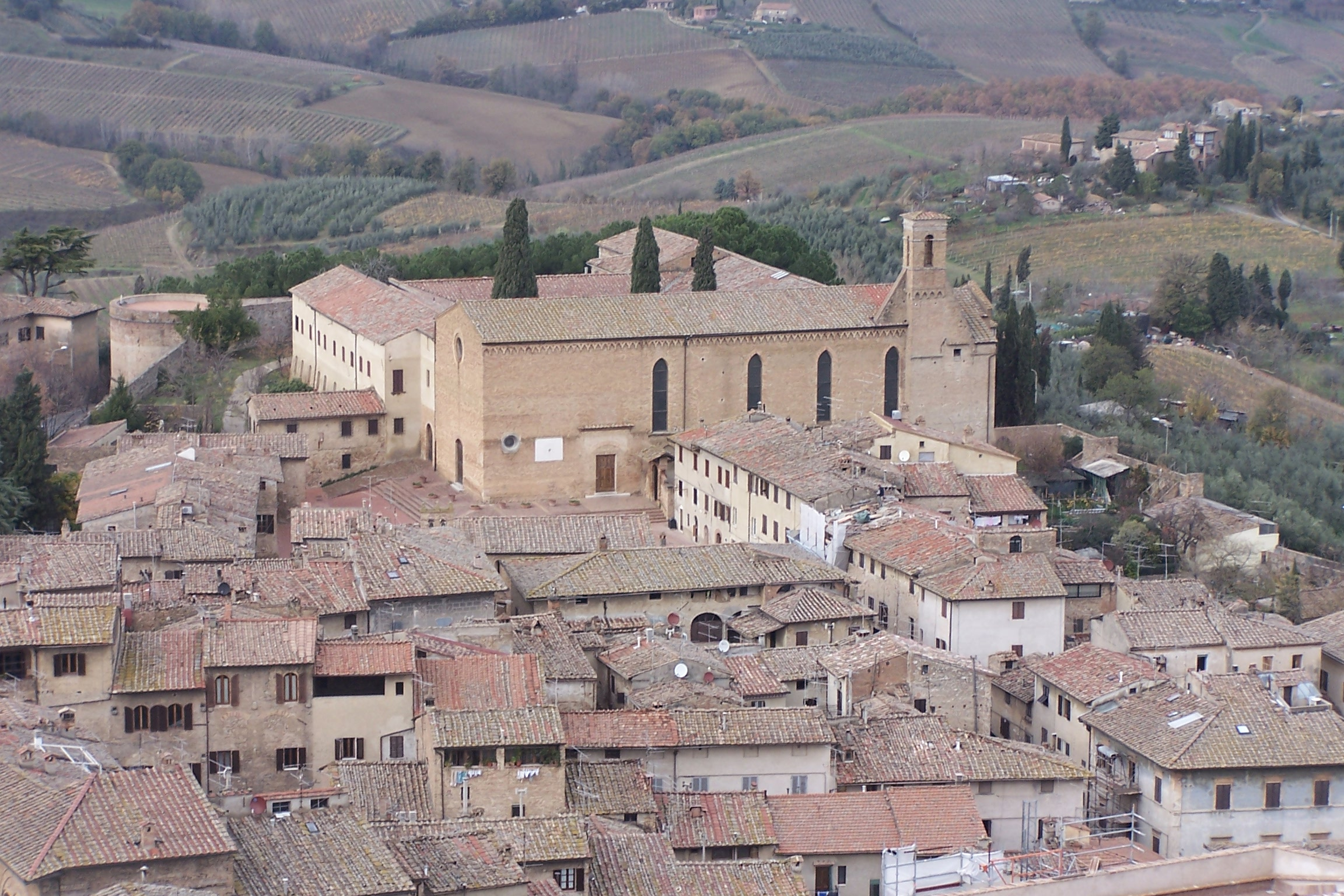
San Gimignano, Itália

- Centro Histórico de Roma, Propriedades da Santa Sé e Basílica de São Paulo Extramuros (1980, 1990) (sítio transfronteiriço com o Vaticano)
- Igreja e Convento Dominicano de Santa Maria delle Grazie com "A Última Ceia" de Leonardo da Vinci (1980)
- Centro Histórico de Florença (1982)
- Veneza e sua Lagoa (1987)
- Piazza del Duomo, Pisa (1987)
- Centro Histórico de San Gimignano (1990)
- Cidade de Vicenza e Villas de Palladio no Véneto (1994, 1996)
- Centro Histórico de Siena (1995)
- Castel del Monte (Apúlia) (1996)
- Monumentos Paleocristãos de Ravena (1996)
- Centro Histórico da Cidade de Pienza (1996)
- Palácio barroco de Caserta e jardins, Aqueduto de Vanvitelli e Complexo arquitectónico de San Leucio (1997)
- Residências da Casa de Saboia (1997)
- Catedral, Torre Civica e Piazza Grande, Módena (1997)
- Zona Arqueológica de Agrigento (1997)
- Villa Romana del Casale (1997)
- Su Nuraxi de Barumini (1997)
- Villa Adriana (Tivoli) (1999)
- Assis, Basílica de São Francisco e outros Sítios Franciscanos (2000)
- Villa d'Este (Tivoli) (2001)
- Cidades do Barroco Tardio do Val di Noto (2002)
- Necrópoles Etruscas de Cerveteri e Tarquinia (2004)

## Japão

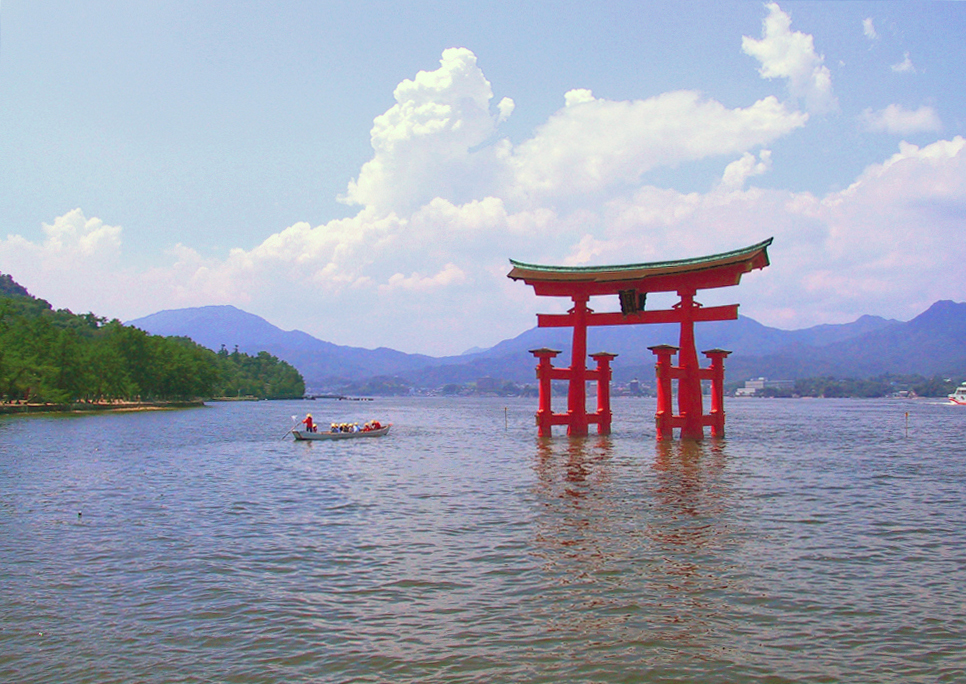
Itsukushima, Japão

- Monumentos budistas na área de Horyu-ji (1993)
- Himeji-jo (1993)
- Santuário xintoísta de Itsukushima (1996)
- Santuários e templos de Nikko (1999)

## Jordânia
- Petra (1985)
- Alcácer de Amira (1985)

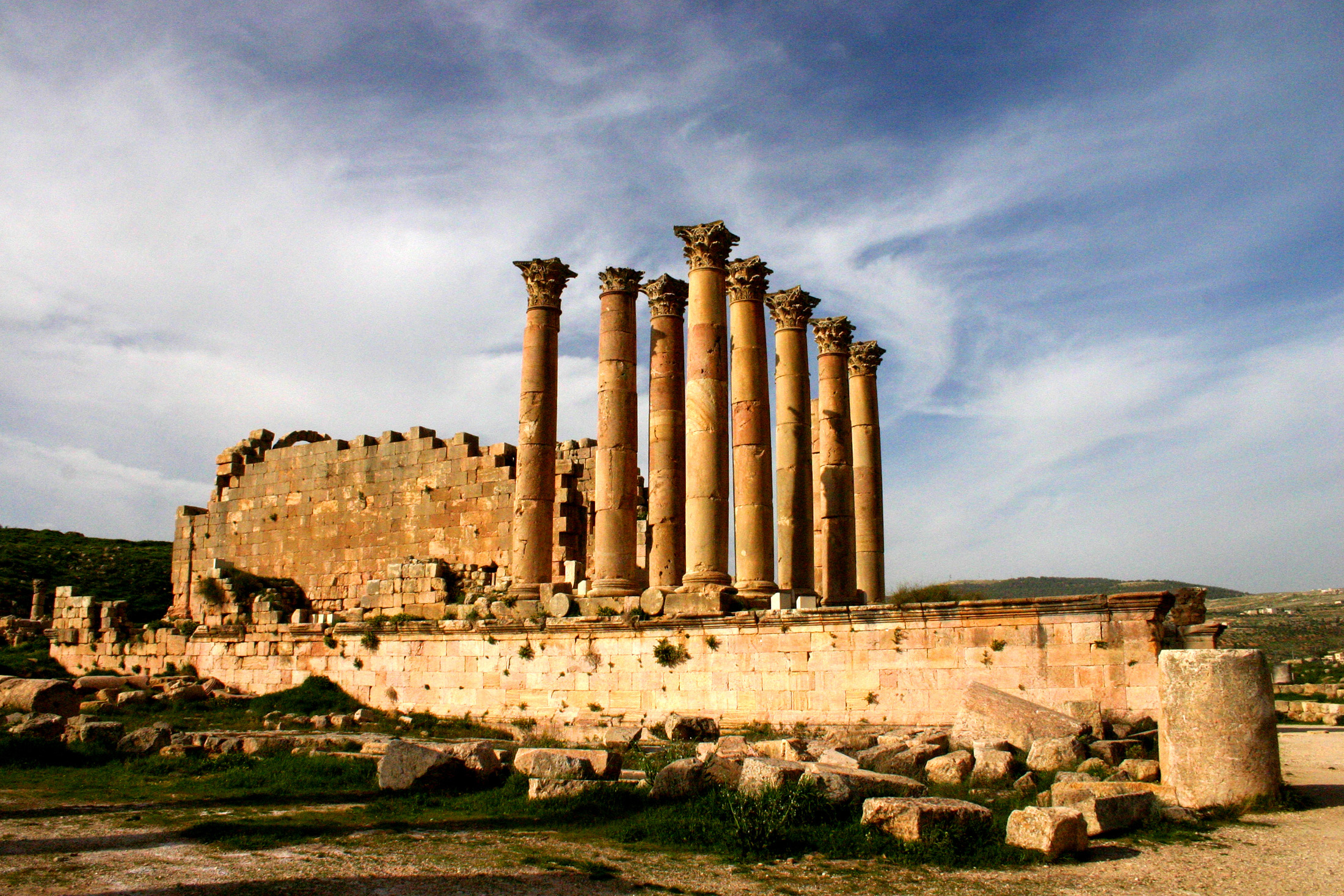
Petra, Jordânia

- Um er-Rasas (Kastrom Mefa'a) (2004)

## Letónia

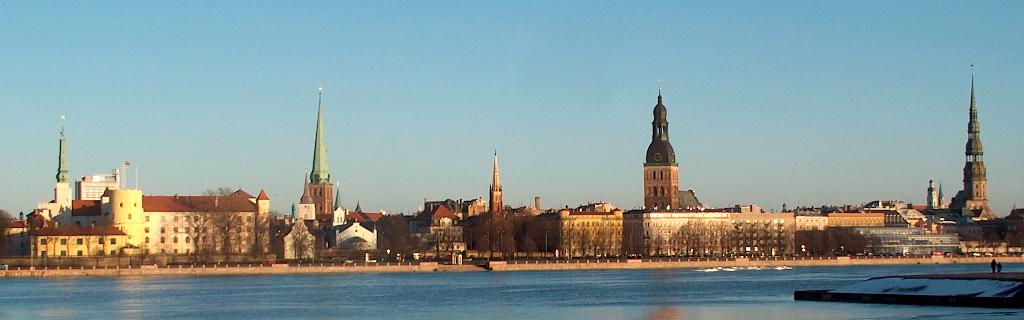
Riga, Letónia

- Centro Histórico de Riga (1997)

## Líbano

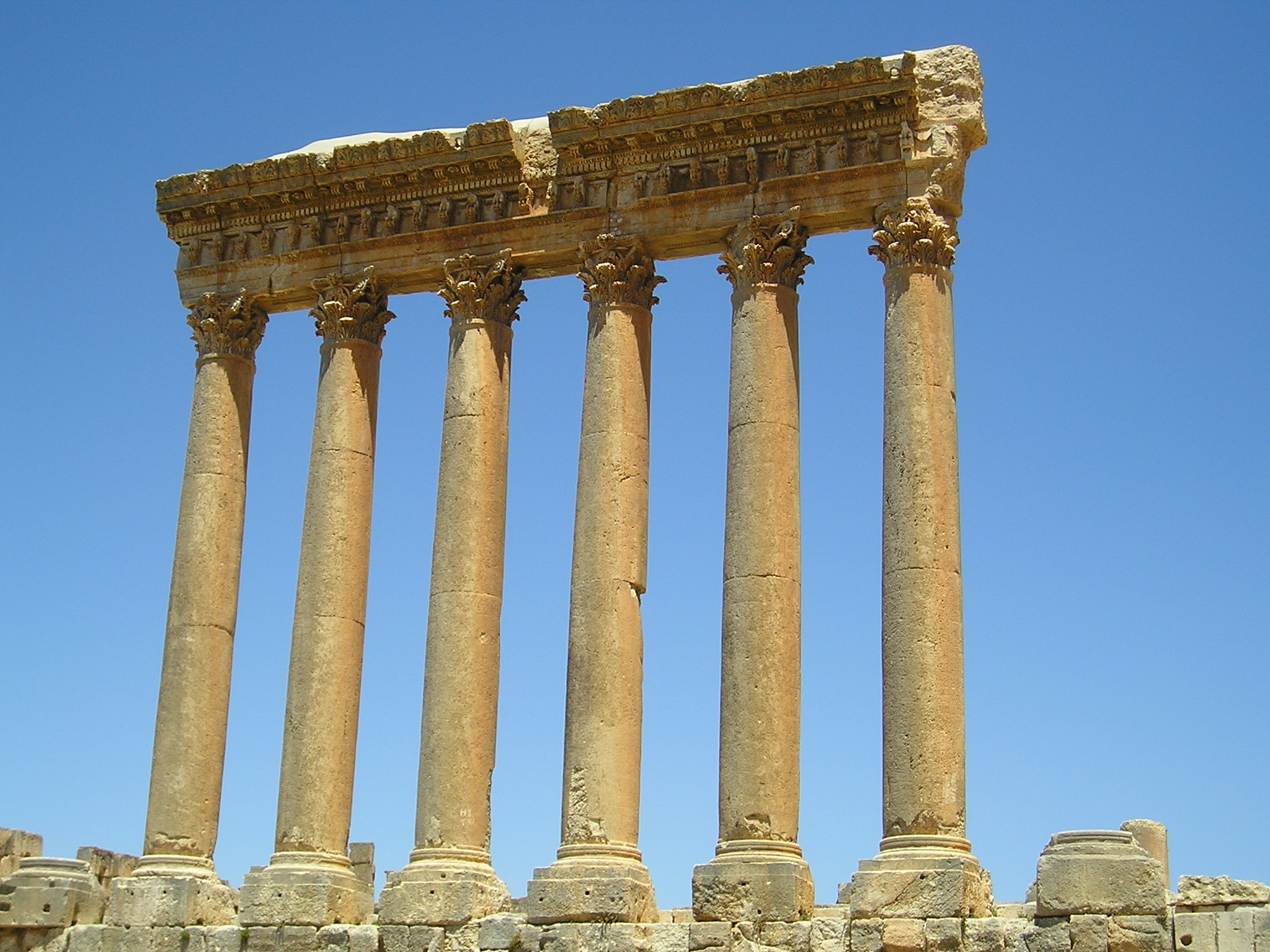
Baalbek, Líbano

- Baalbek (1984)

## Líbia
- Léptis Magna (1982)

## Macedónia do Norte

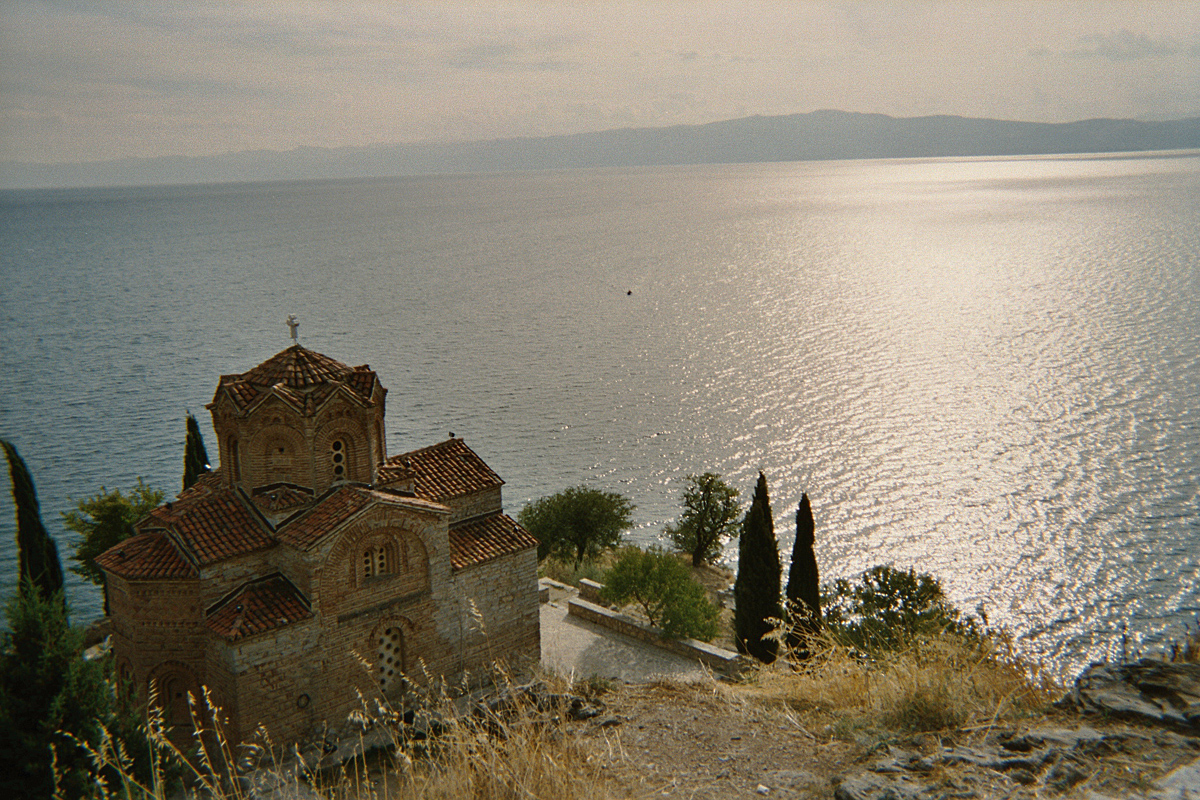
Ácrida, Macedónia do Norte

- A região de Ácrida, com os seus aspectos culturais e históricos e o seu ambiente natural (1979, 1980)

## Malta

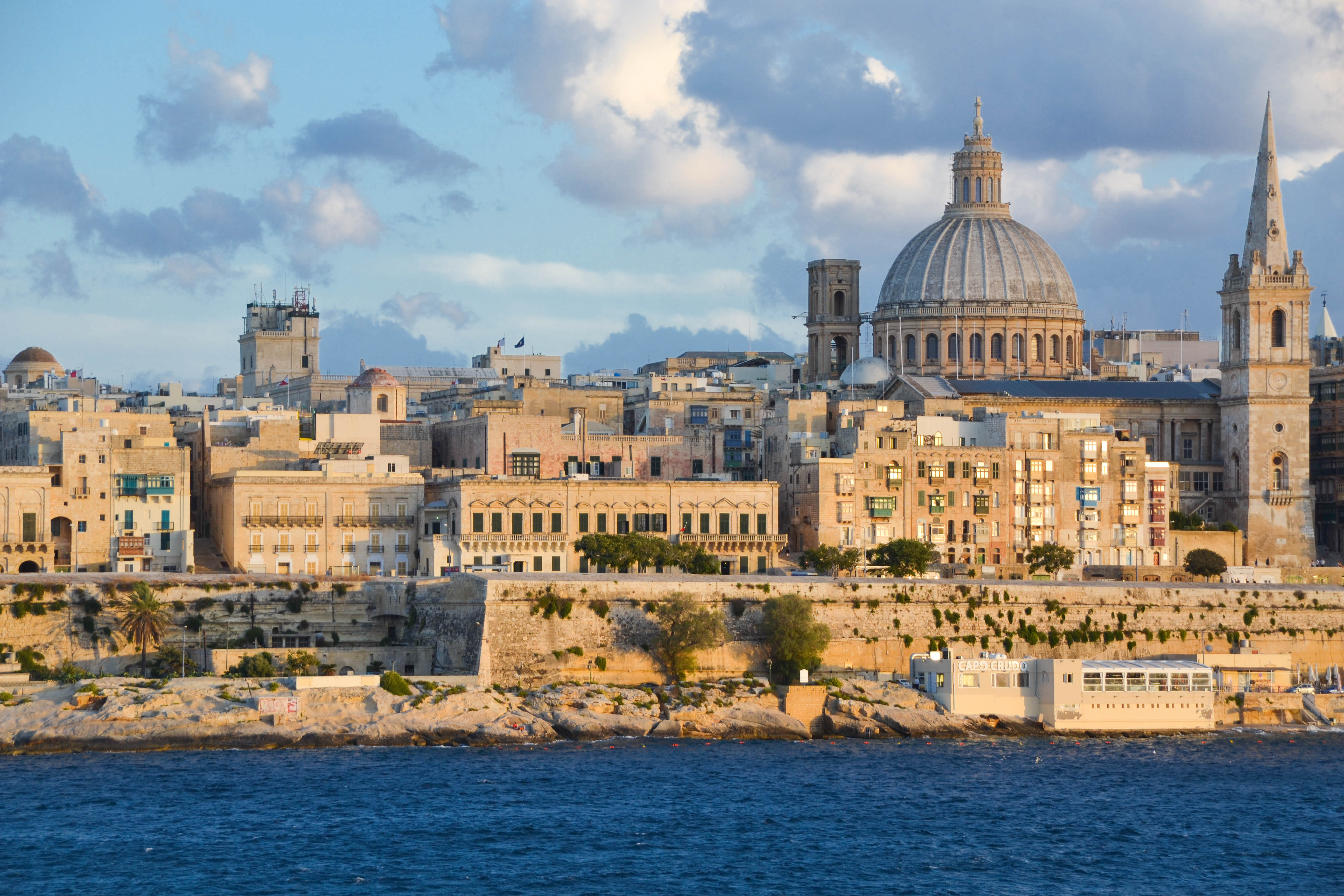
Silhueta de Valletta, Malta

- Cidade de Valletta (1980)

## Marrocos
- A Medina de Marrakesh (1985)

## México

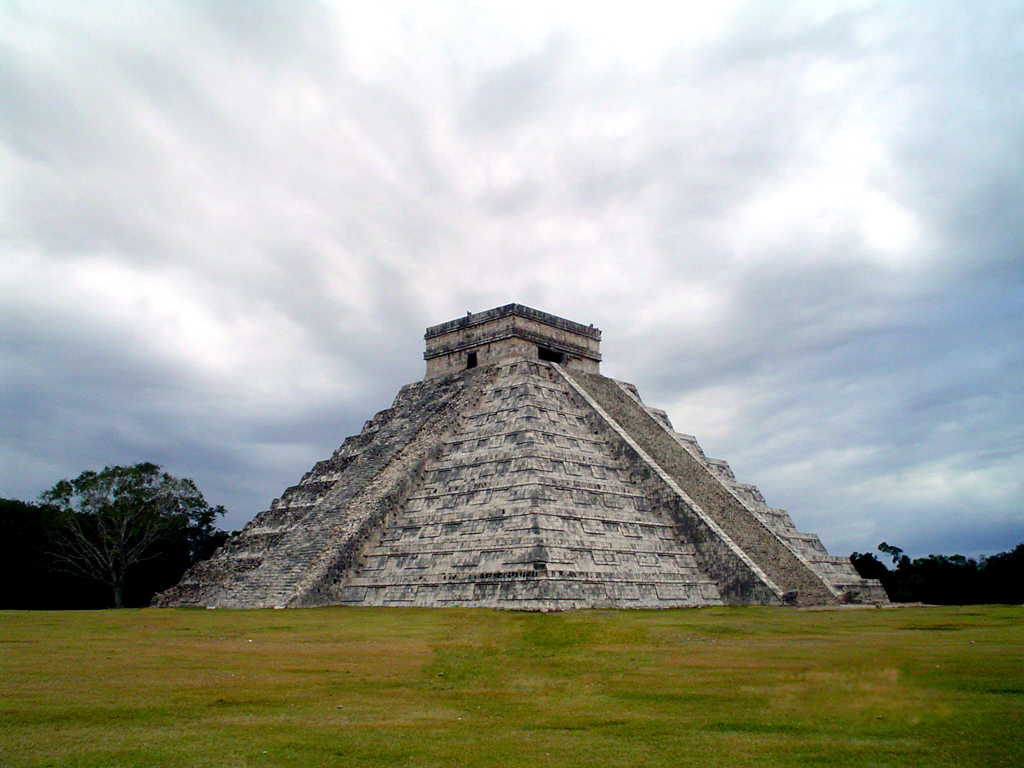
Chichén-Itzá, México

- Cidade Pré-Hispânica e Parque Nacional de Palenque (1987)
- Cidade Pré-Hispânica de Teotihuacan (1987)
- Centro Histórico de Oaxaca de Juárez e Sítio Arqueológico de Monte Albán (1987)
- Centro Histórico de Guanajuato (cidade) e minas adjacentes (1988)
- Cidade Pré-Hispânica de Chichén-Itzá (1988)
- Pinturas rupestres da Sierra de San Francisco (1993)
- Cidade Pré-Hispânica de Uxmal (1996)
- Hospicio Cabañas, Guadalajara (1997)
- Antiga Cidade Maia de Calakmul, Campeche (2002)

## Noruega

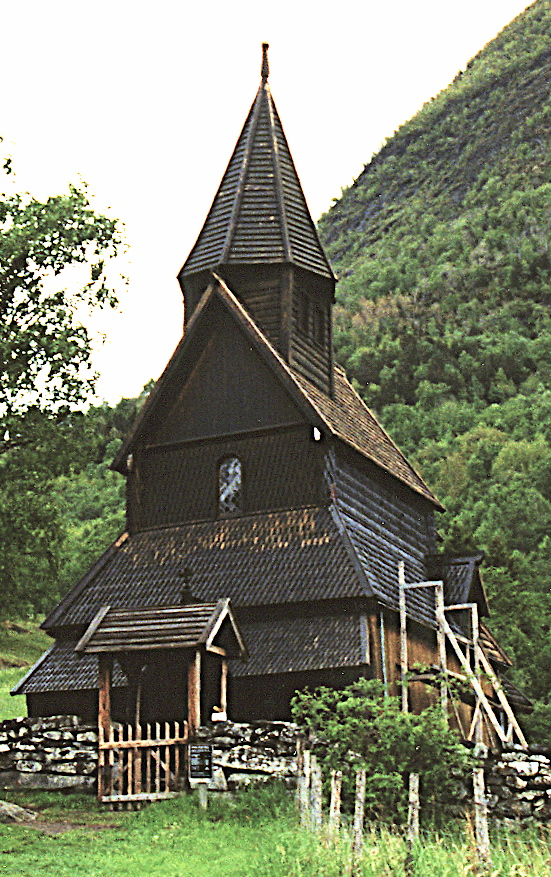
Stavkirke de Urnes, Noruega

- Stavkirke de Urnes (1979)

## Países Baixos(Holanda)

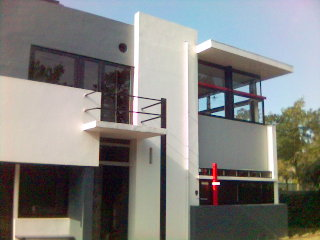
Casa Rietveld Schröder, Países Baixos

- Rede de Moinhos de Kinderdijk-Elshout (1997)
- Ir.D.F. Woudagemaal (Estação de Bombagem a Vapor de D.F. Wouda) (1998)
- Polder de Beemster (1999)
- Casa Rietveld Schröder (2000)

## Panamá
- Fortificações do Lado Caribe do Panamá: Portobelo-San Lorenzo (1980)

## Paquistão

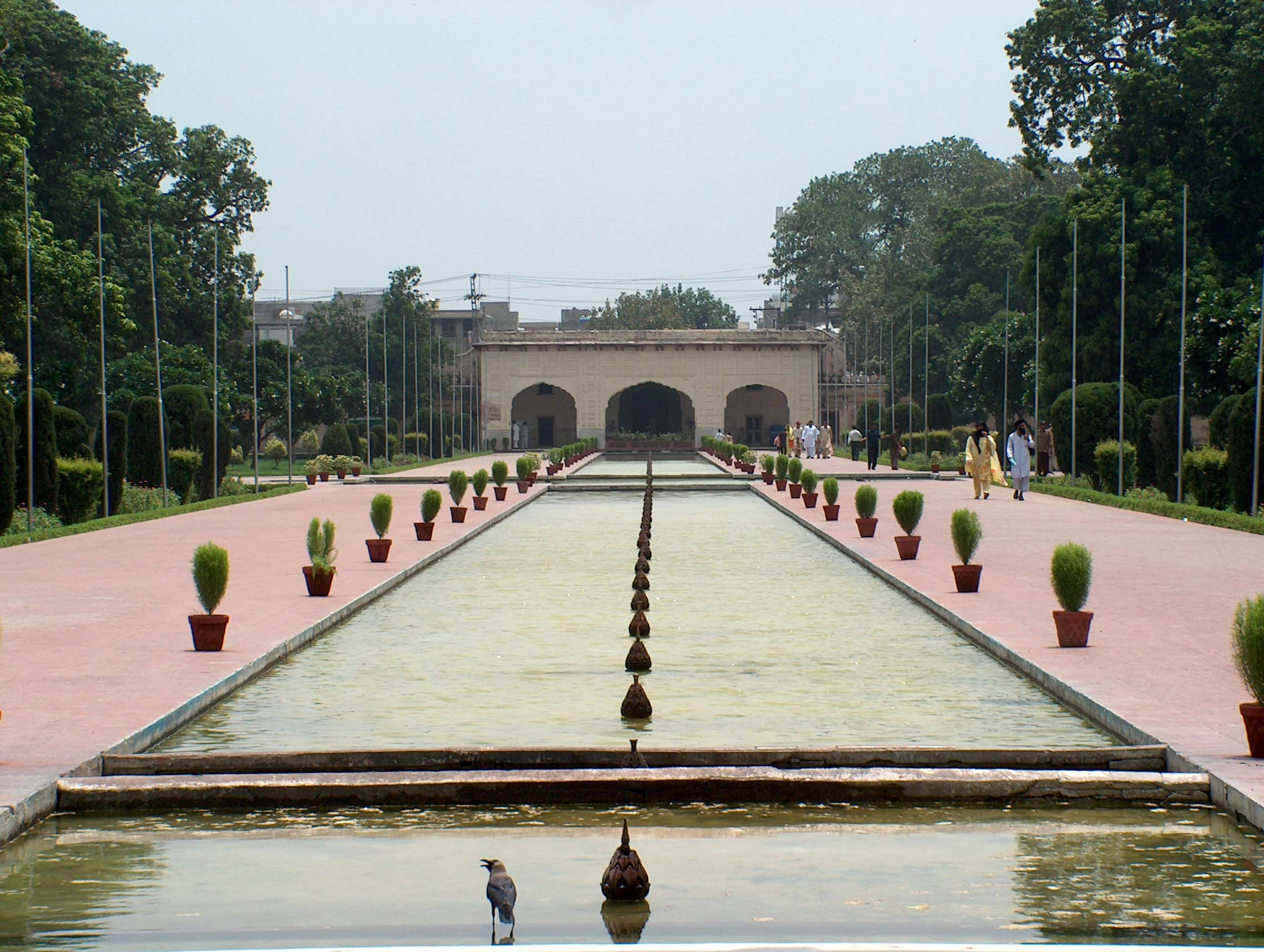
Jardins de Shalamar, Lahore, Paquistão

- Forte e Jardins Shalamar em Lahore (1981)

## Peru

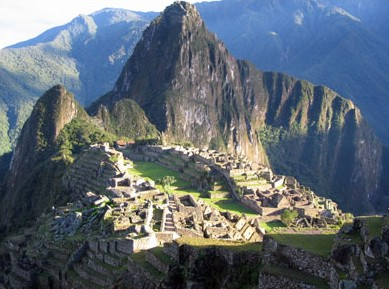
Machu Picchu, Peru

- Santuário Histórico de Machu Picchu (1983)
- Chan Chan Zona Arqueológica (1986)
- Linhas e Geóglifos de Nasca e das Pampas de Jumana (1994)
- Centro Histórico da cidade de Arequipa (2000)

## Polónia

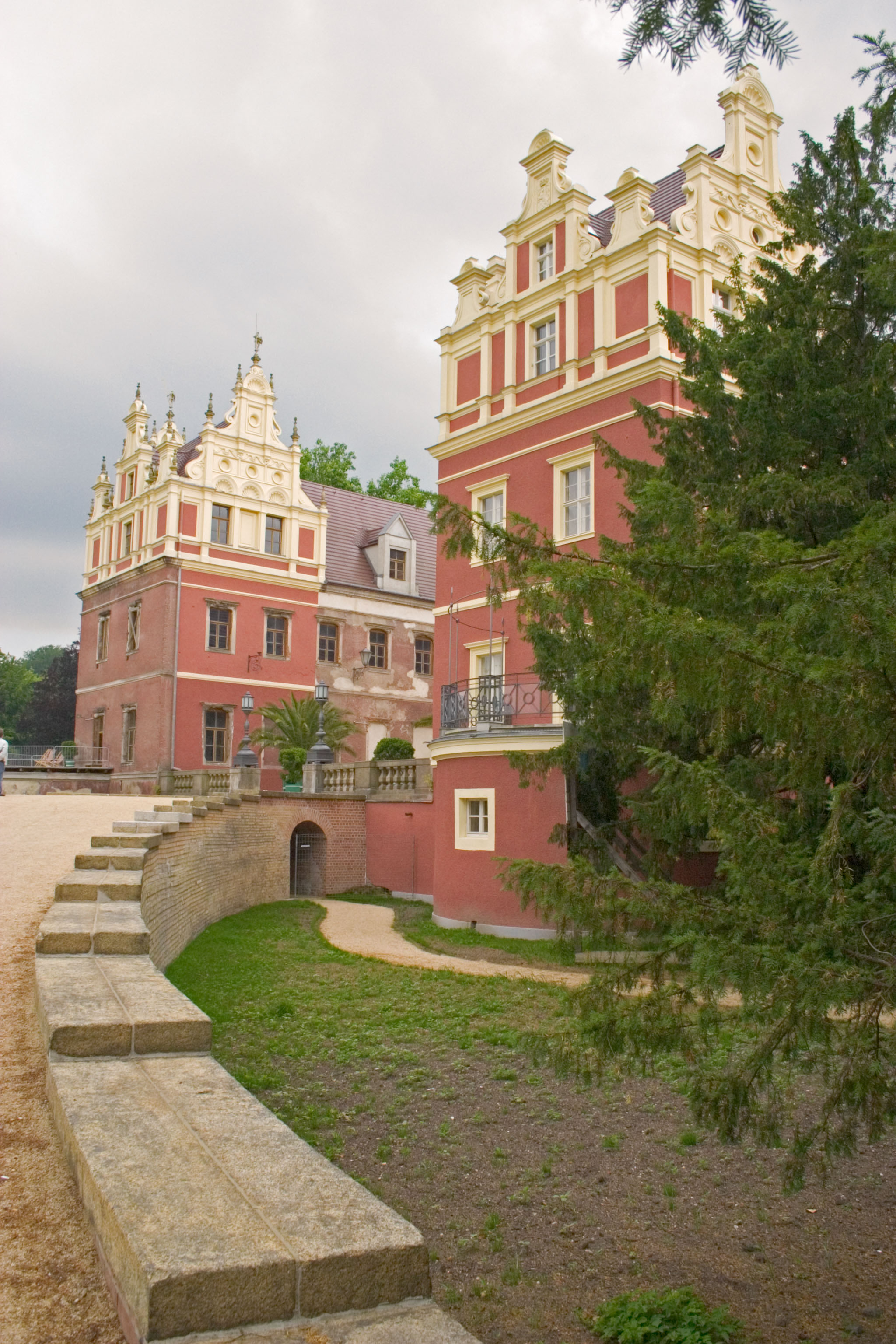
Parque Muskauer-Muzakowski, Polónia

- Parque Muskauer-Muzakowski (2004) (sítio transfronteiriço com a Alemanha)
- Salão do Centenário em Wrocław (2006)

## Portugal
- Mosteiro da Batalha (1983)

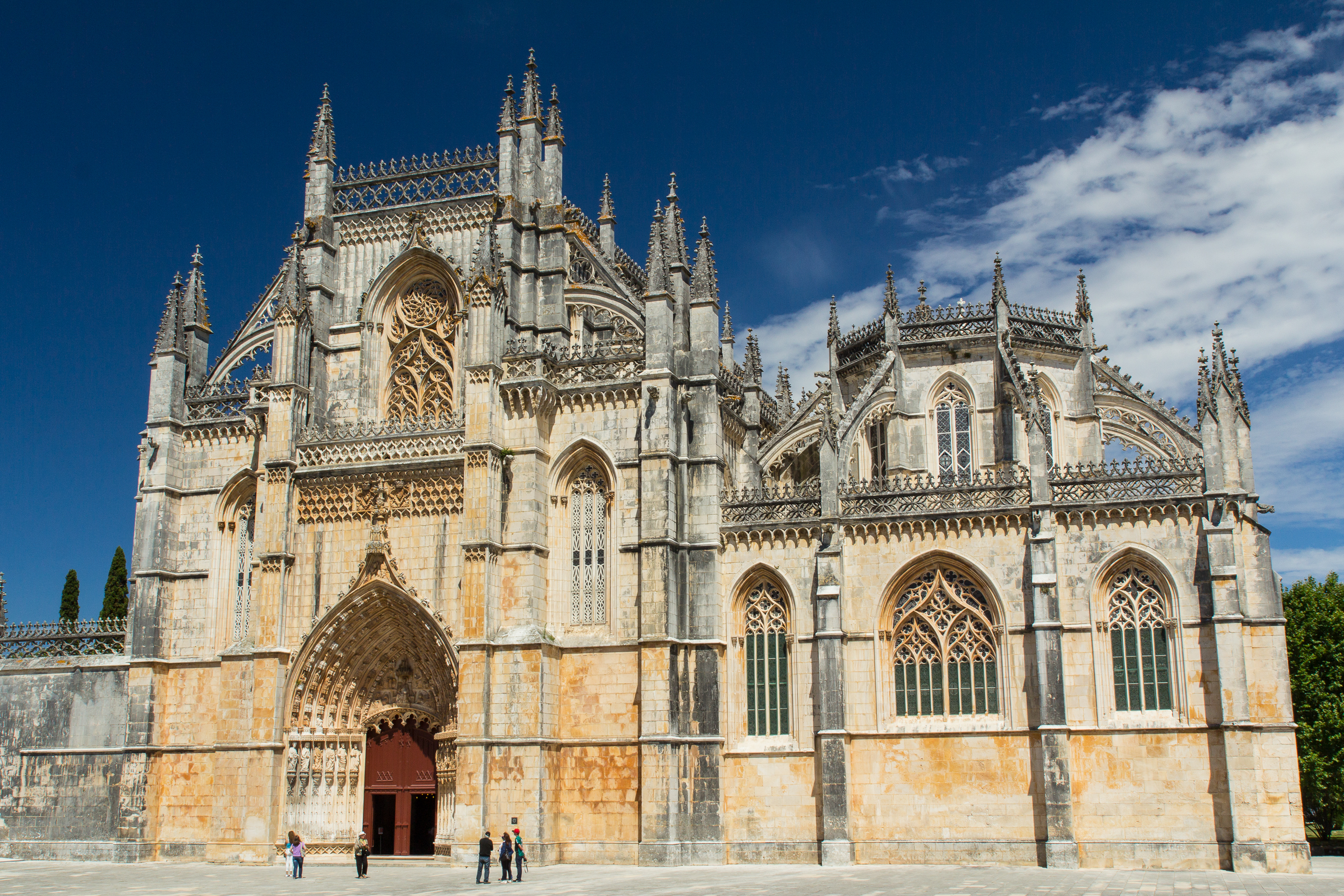
Mosteiro da Batalha, Portugal

- Convento de Cristo em Tomar (1983)
- Mosteiro de Alcobaça (1989)
- Sítios de Arte Rupestre do Vale do Côa (1998)

## Reino Unido da Grã-Bretanha e Irlanda do Norte
- Desfiladeiro de Ironbridge (1986)

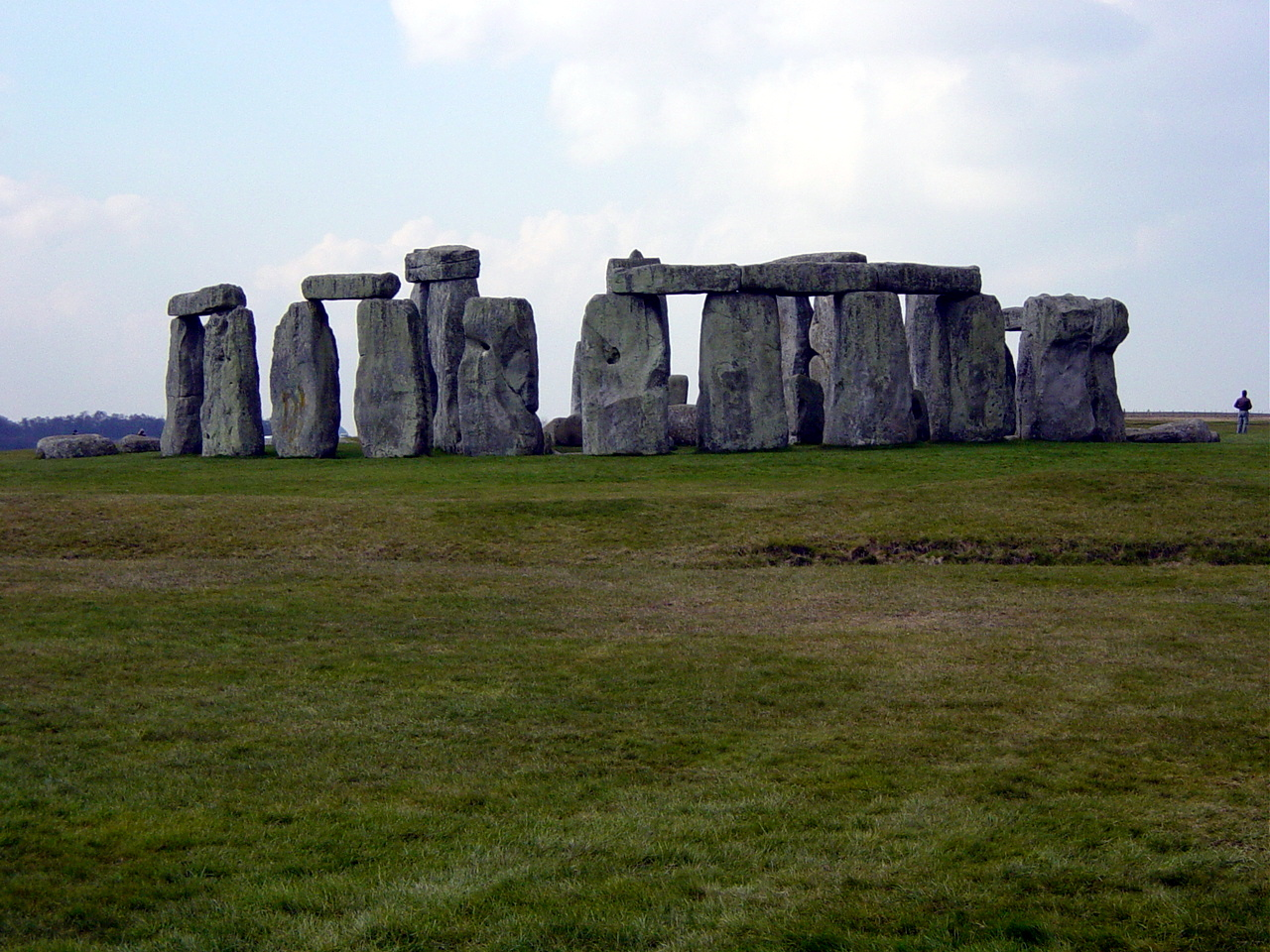
Stonehenge, Reino Unido

- Parque Real de Studley, incluindo as ruínas da Abadia da Fonte (1986)
- Stonehenge, Avebury and Associated Sites (1986)
- Castelos e Prefeituras do Rei Eduardo em Gwynedd (1986)
- Palácio de Westminster, Abadia de Westminster e Igreja de Santa Margarida (1987)
- Cidade de Bath (1987)
- Catedral de Cantuária, Abadia de Santo Agostinho e Igreja de São Martinho, todos em Cantuária (1988)
- Greenwich marítima (1997)
- Coração das Órcades neolíticas (1999)

## República Checa
- Centro Histórico de Telč (1992)

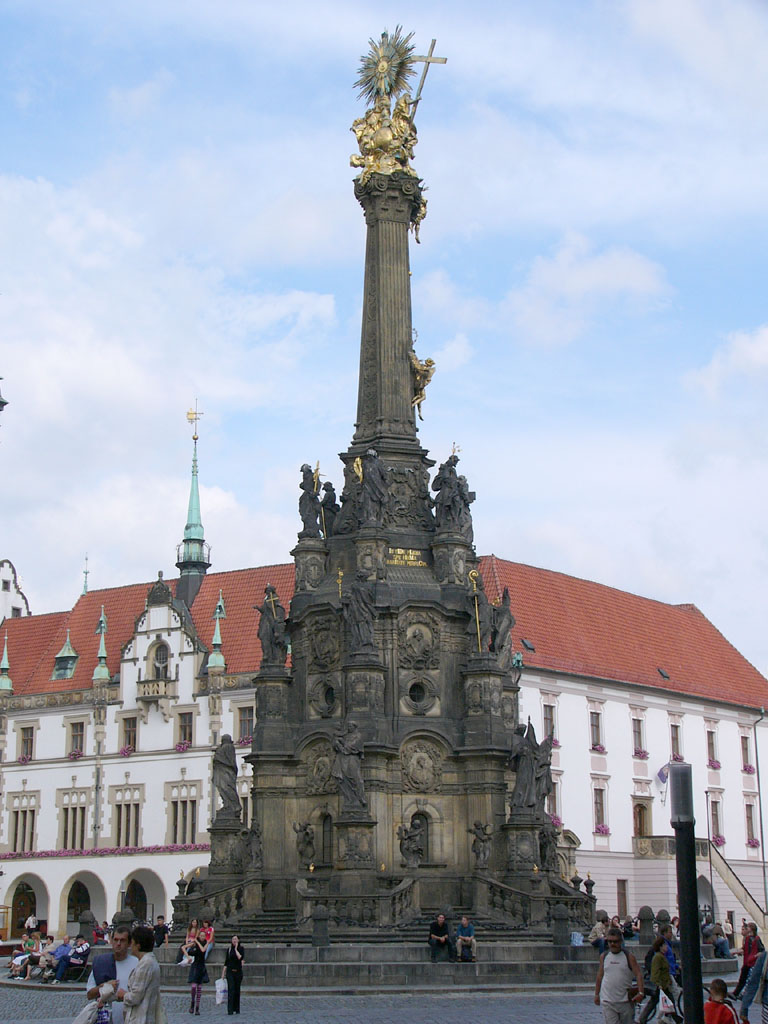
Coluna da Santíssima Trindade em Olomouc, República Checa

- Paisagem Cultural de Lednice-Valtice (1996)
- Coluna da Santíssima Trindade em Olomouc (2000)

## Roménia

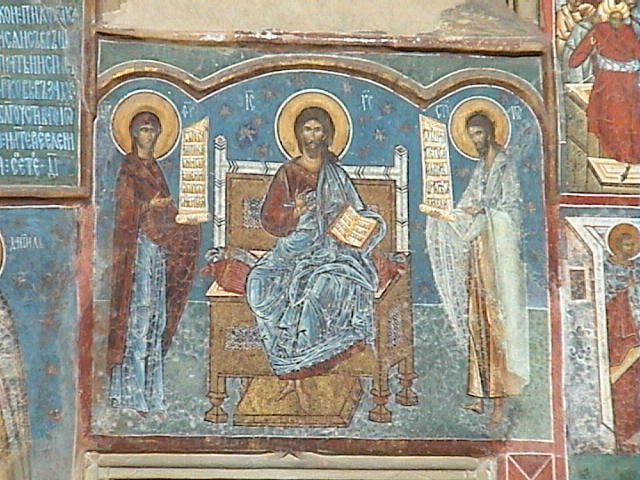
Pintura mural no Mosteiro de Voroneţ, Roménia

- Igrejas da Moldávia (1993)

## Rússia

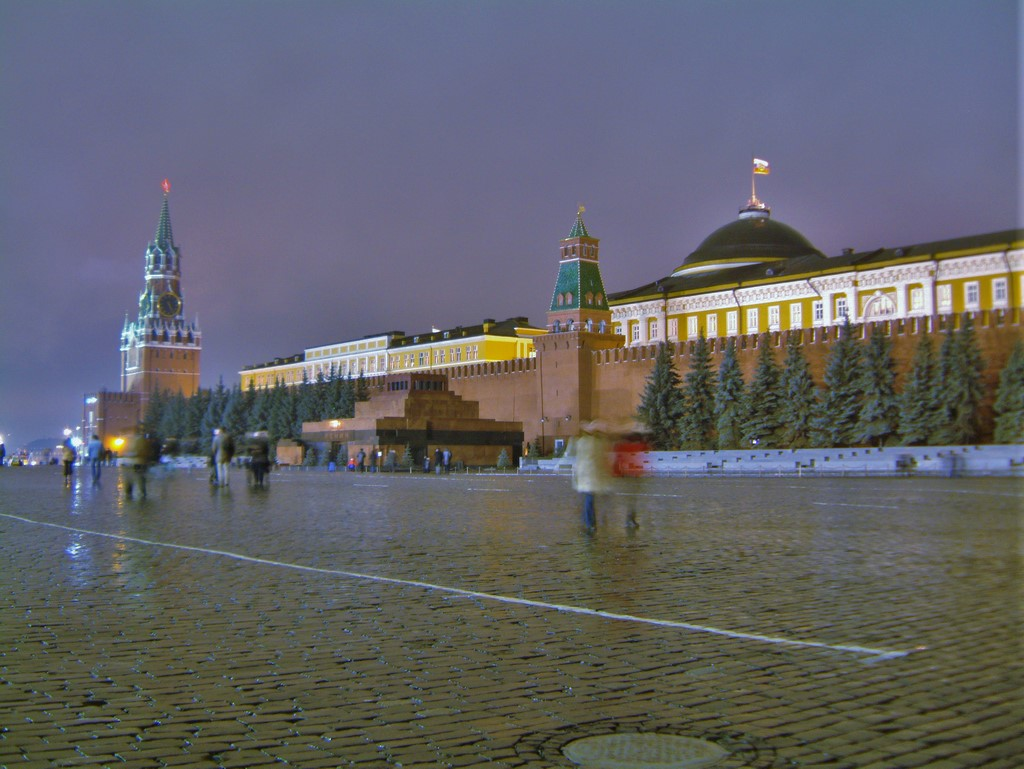
Praça Vermelha, Rússia

- Centro Histórico de São Petersburgo e Monumentos relacionados (1990)
- Kiji Pogost (1990)
- Kremlin e Praça Vermelha, Moscovo (1990)
- Monumentos Brancos de Vladimir e Suzdal (1992)
- Complexo do Mosteiro de Ferrapontov (2000)
- Complex do Covento de Novodevichy (2004)

## Sérvia e Montenegro

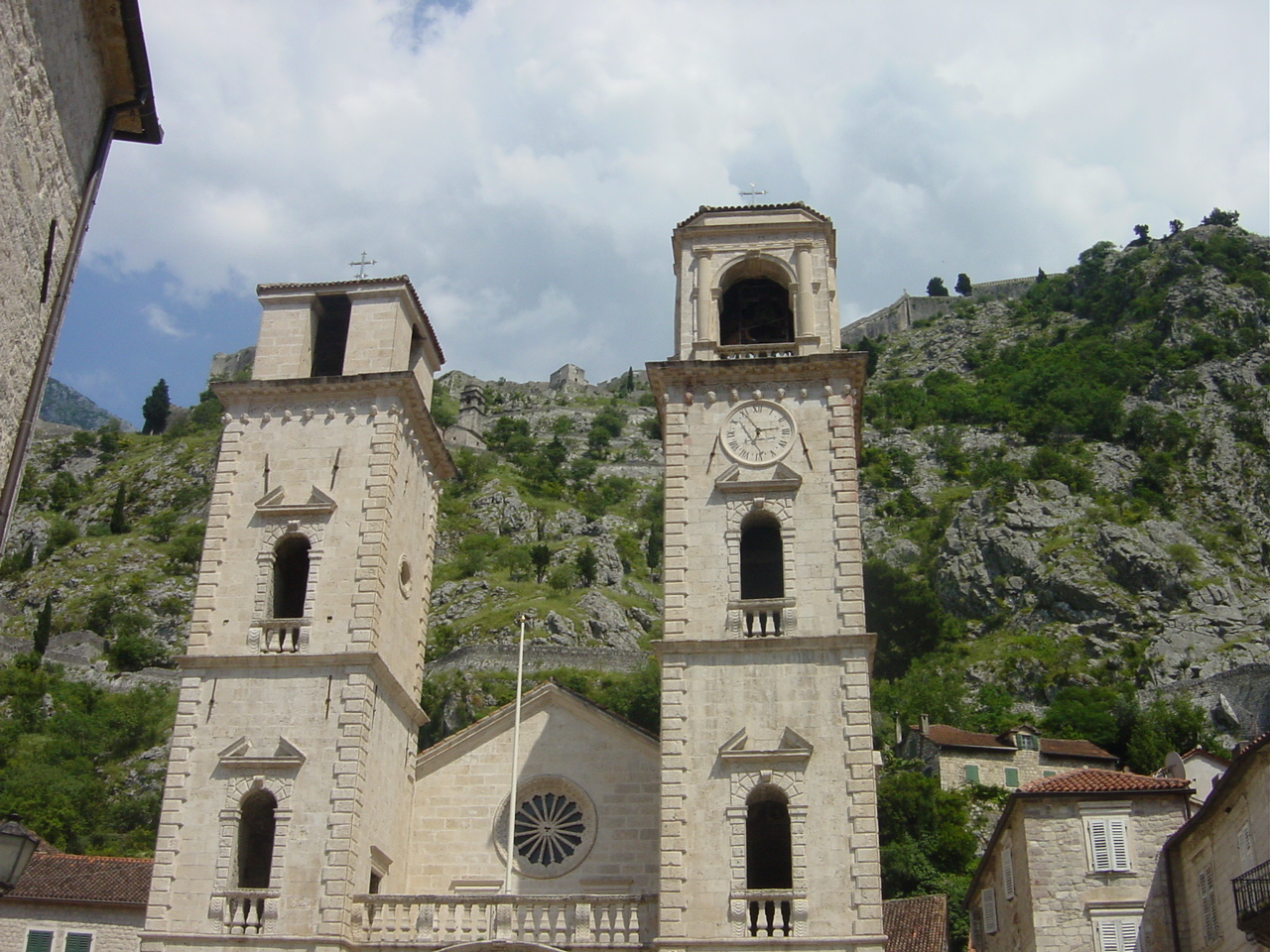
Catedral em Kotor, Sérvia e Montenegro

- Região Natural, Cultural e Histórica de Kotor (1979)
- Stari Ras e Sopocani (1979)
- Mosteiro de Studenica (1986)

## Senegal

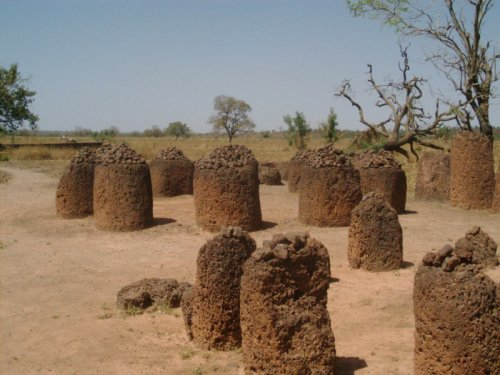
Círculos de Pedra da Senegâmbia

- Círculos de Pedra da Senegâmbia (2006) (sítio transfronteiriço com a Gâmbia)

## Síria

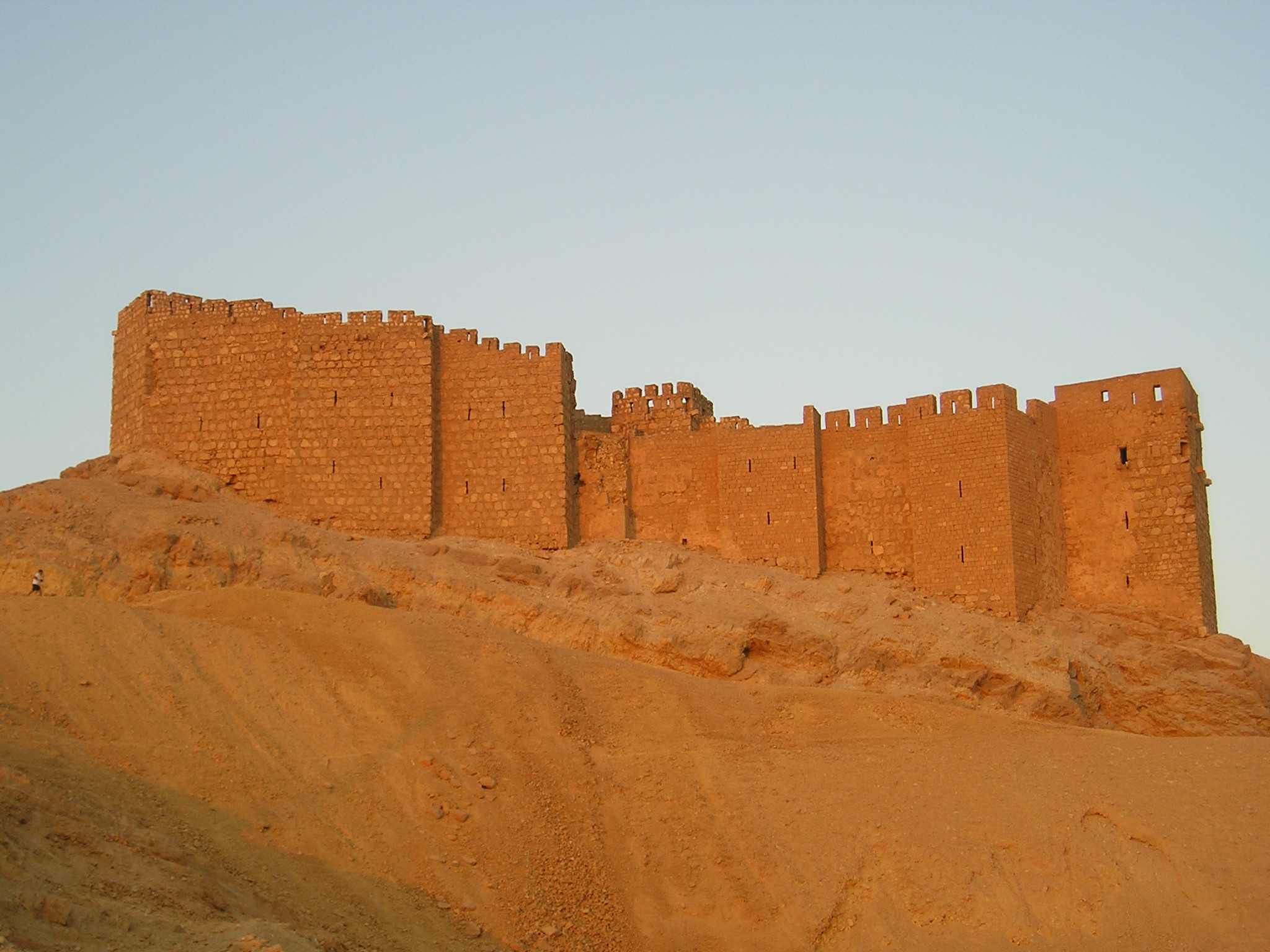
Calate ibne Maane, Palmira, Síria

- Cidade Velha de Damasco (1979)
- Cidade Velha de Bostra (1980)
- Sítio de Palmira (1980)

## Sri Lanka

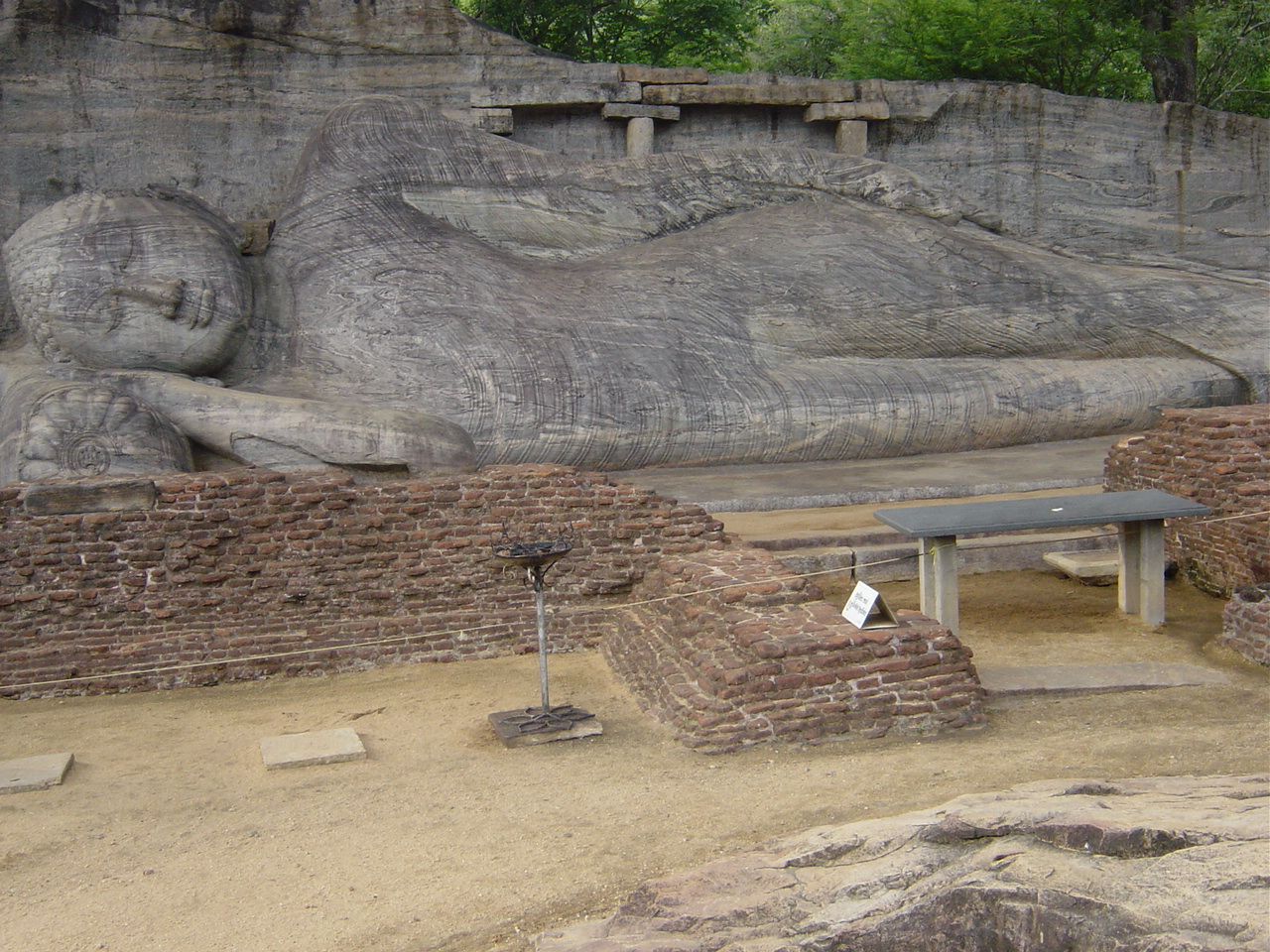
Cidade antiga de Polonnaruva, Seri Lanca

- Cidade antiga de Polonnaruva (1982)
- Templo Dourado de Dambulla (1991)

## Sudão
- A colina de Jebel Barcal e os sítios arqueológicos de Napata (2003)

## Suécia

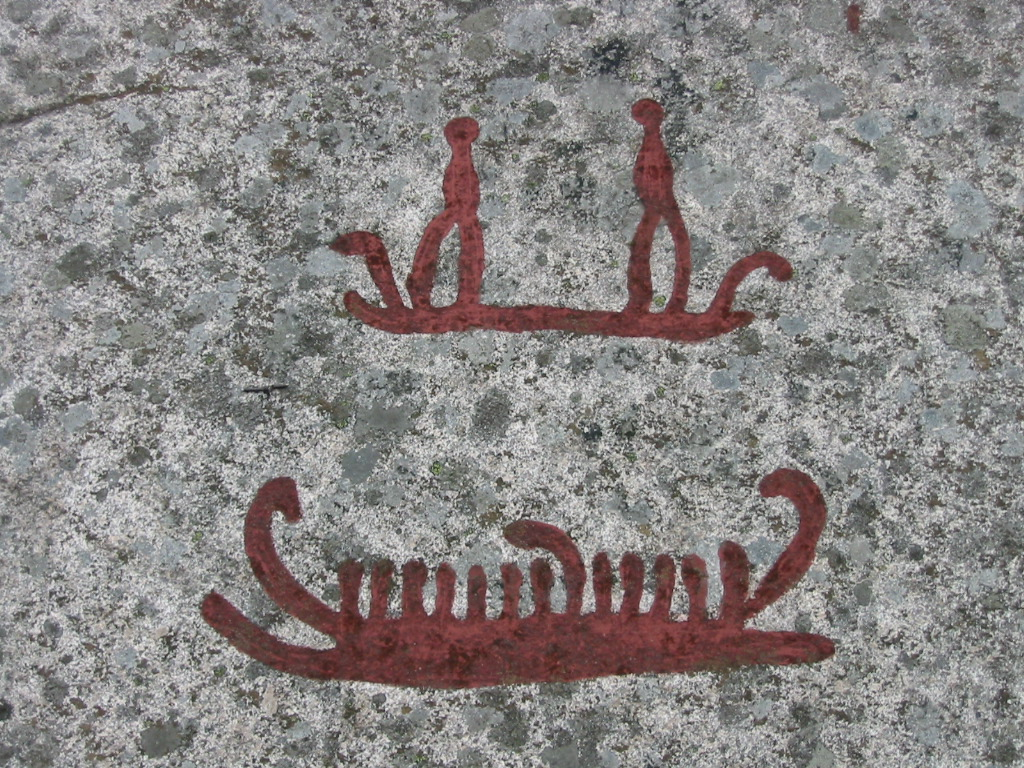
Tanum, Suécia

- Entalhes nas rochas de Tanum (1994)

## Tailândia

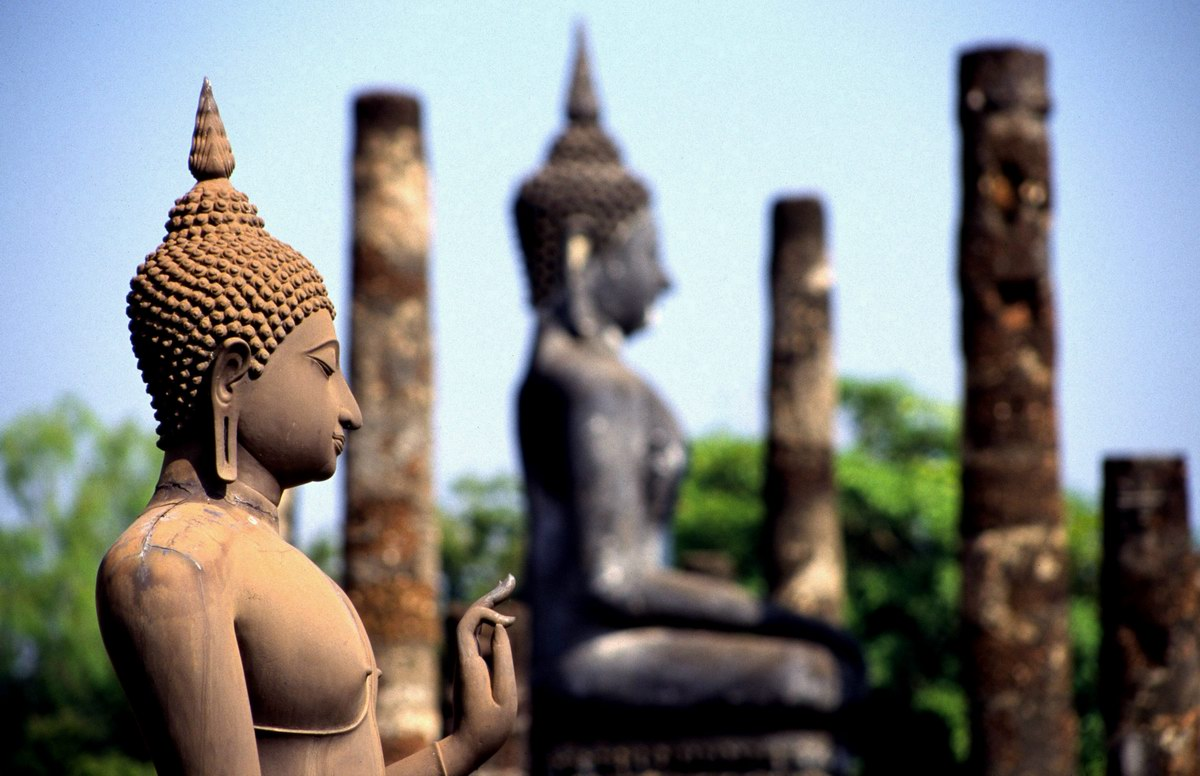
Sucotai, Tailândia

- Cidade Histórica de Sucotai e Cidades Históricas Associadas (1991)

## Tunísia

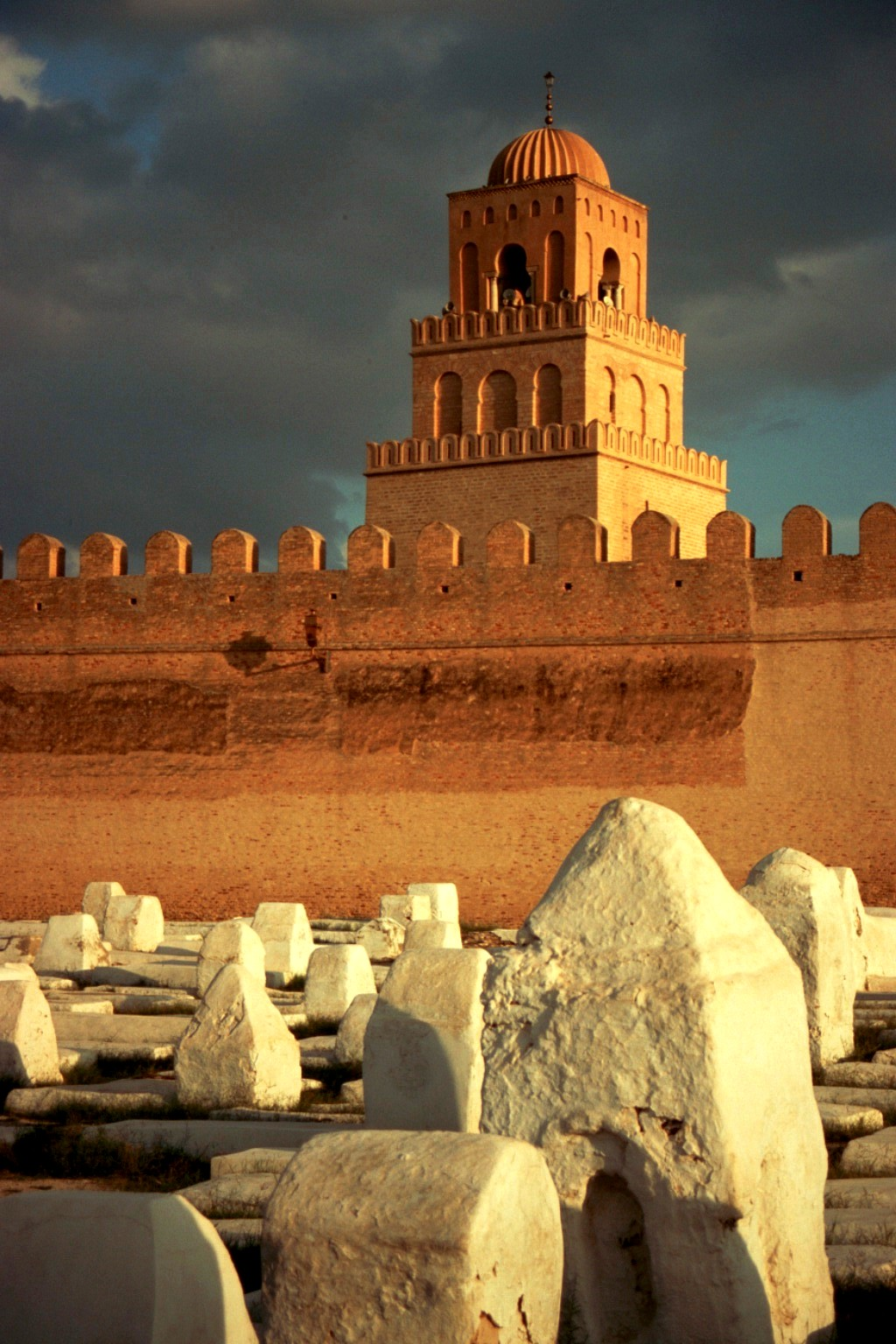
Cairuão, Tunísia

- A cidade de Cairuão (1988)

## Turquia

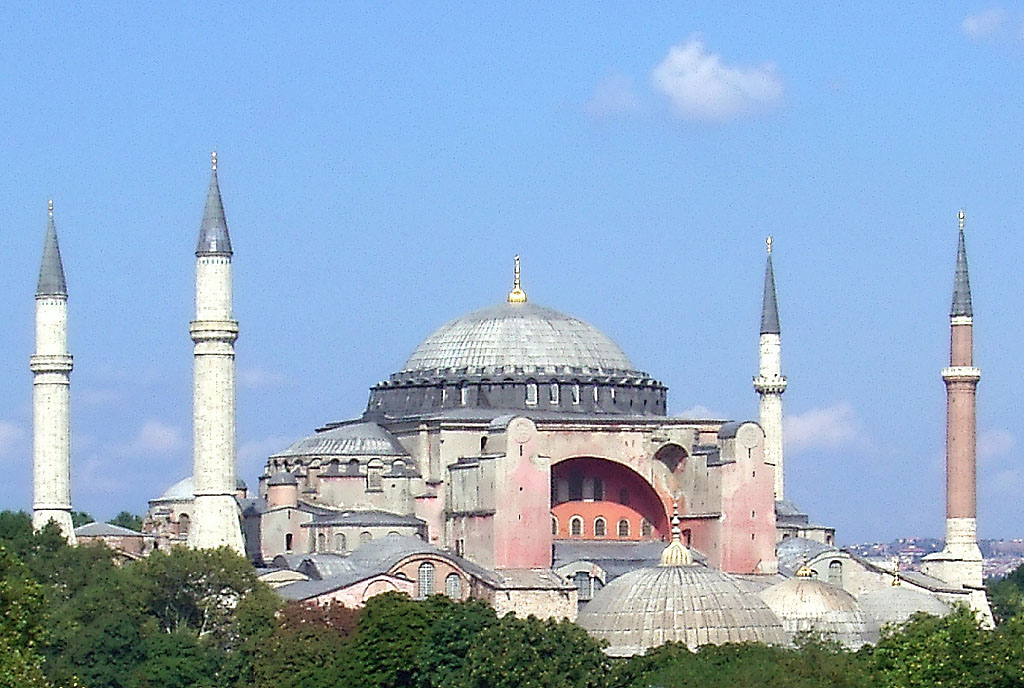
A Basílica de Santa Sofia, Turquia

- Áreas Históricas de Istanbul (1985)
- Parque Nacional de Göreme e Sítios de Rochas de Cappadocia (1985)
- Grande Mesquita e Hospital de Divrigi (1985)
- Hattusha (1986)
- Nemrut Dag (1987)

## Ucrânia

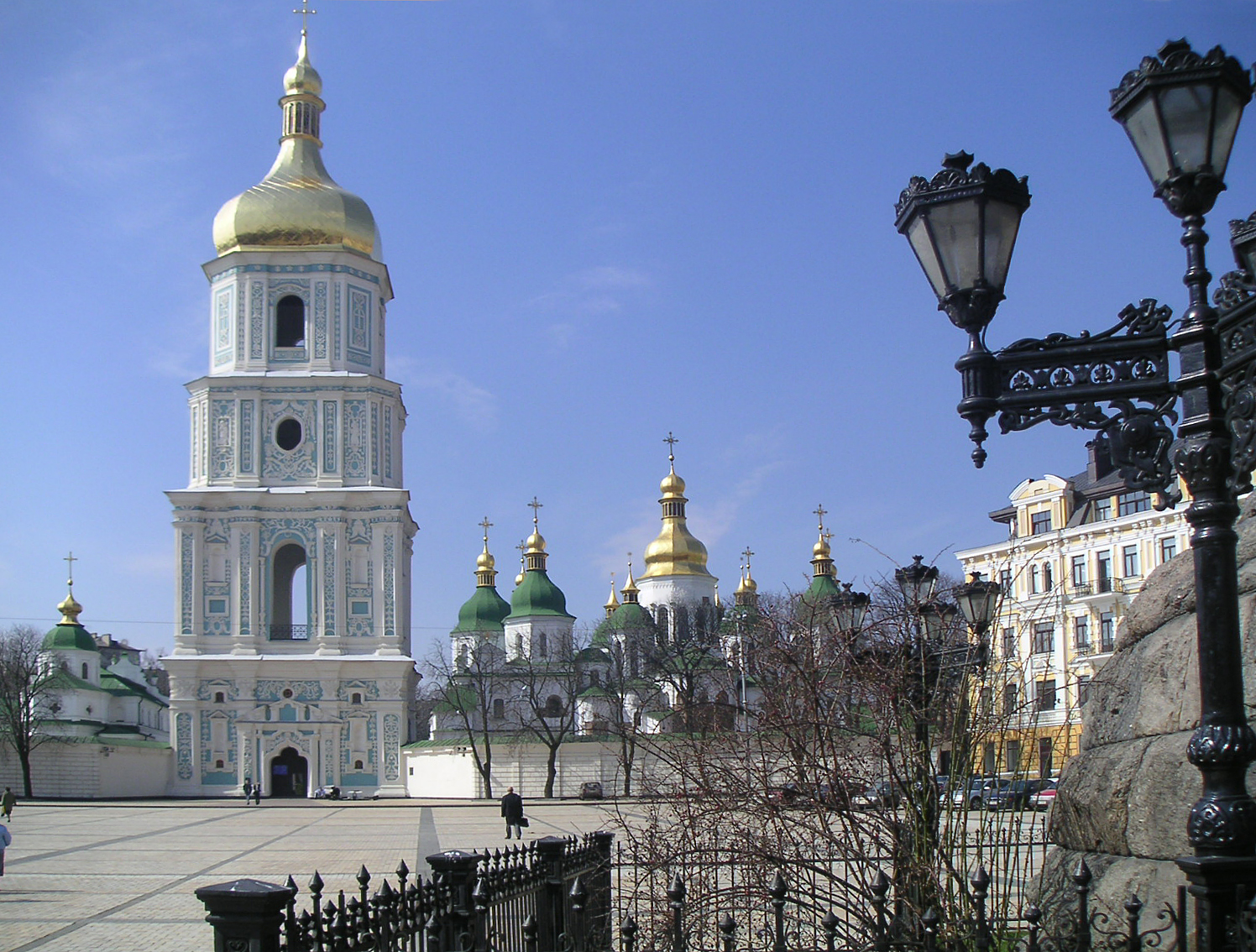
A Catedral de Santa Sofia, Ucrânia

- Kiev: Catedral de Santa Sofia e edifícios monásticos relacionados, Kiev-*Pechersk Lavra (1990)

## Uganda
- Túmulos dos reis do Buganda em Kasubi 2001

## Uzbequistão

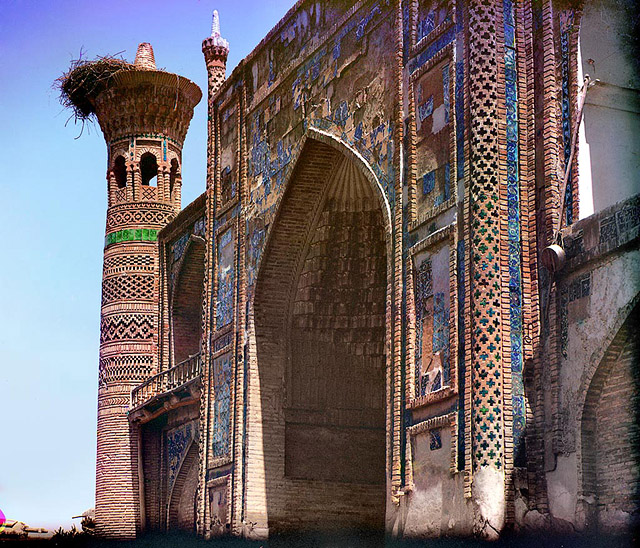
Samarcanda, Uzbequistão

- Samarcanda - Cruzamento de culturas (2001)

## Vaticano

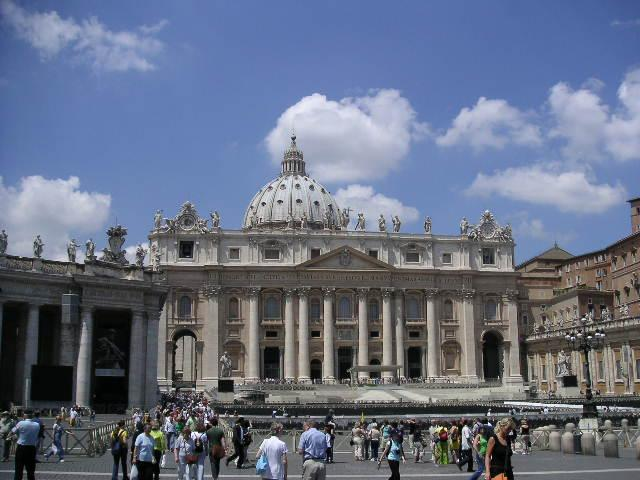
Basílica de São Pedro, Vaticano

- Centro histórico de Roma, propriedades da Santa Sé nesta cidade que gozam de Estatuto extra-territorial e Basílica de São Paulo extra-muros (1980, 1990) (sítio transfronteiriço com a Itália)
- Cidade do Vaticano (1984)

## Venezuela

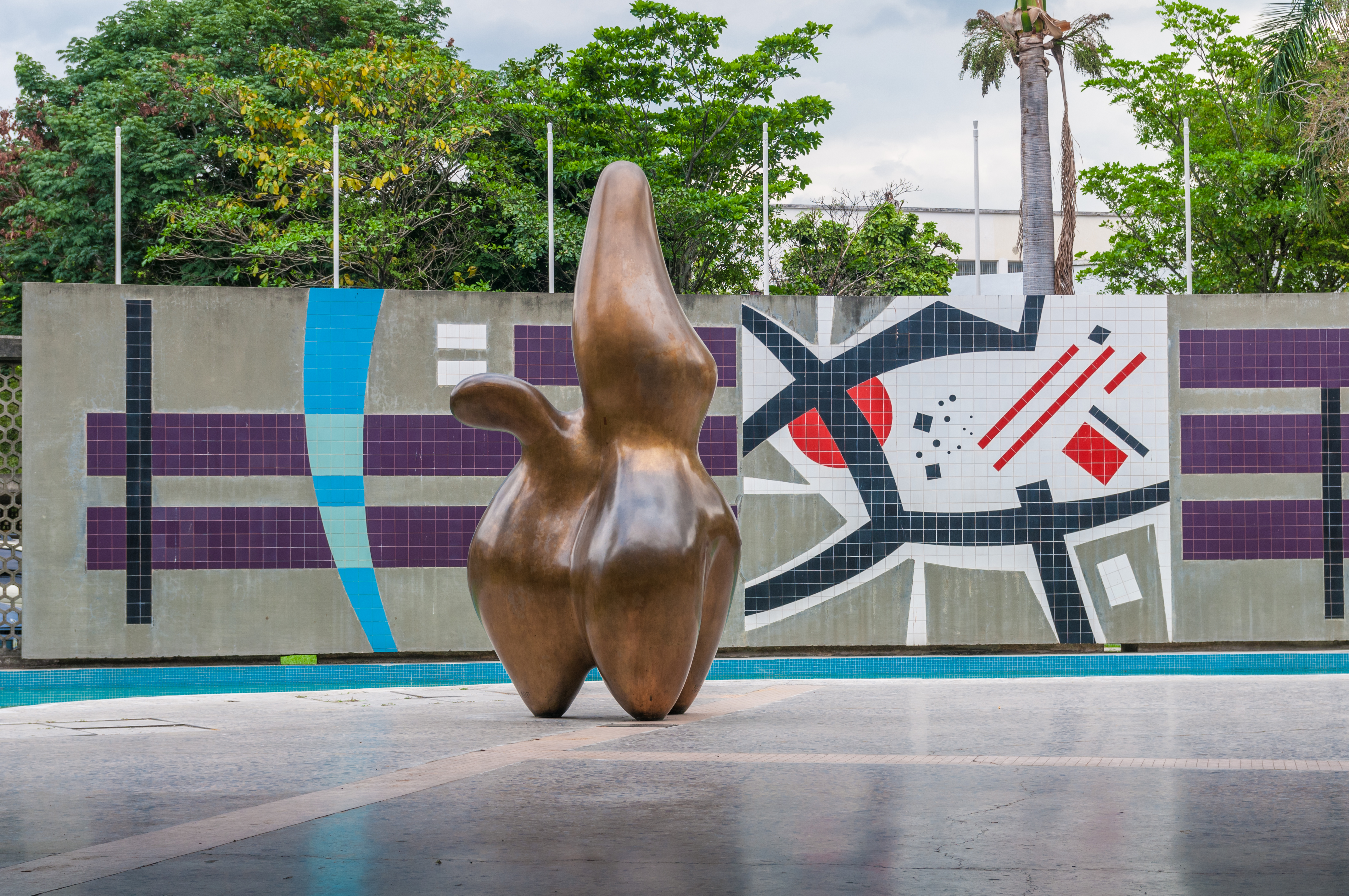
Cidade Universitária de Caracas, Venezuela

- Cidade Universitária de Caracas (2000)

## Zimbabwe

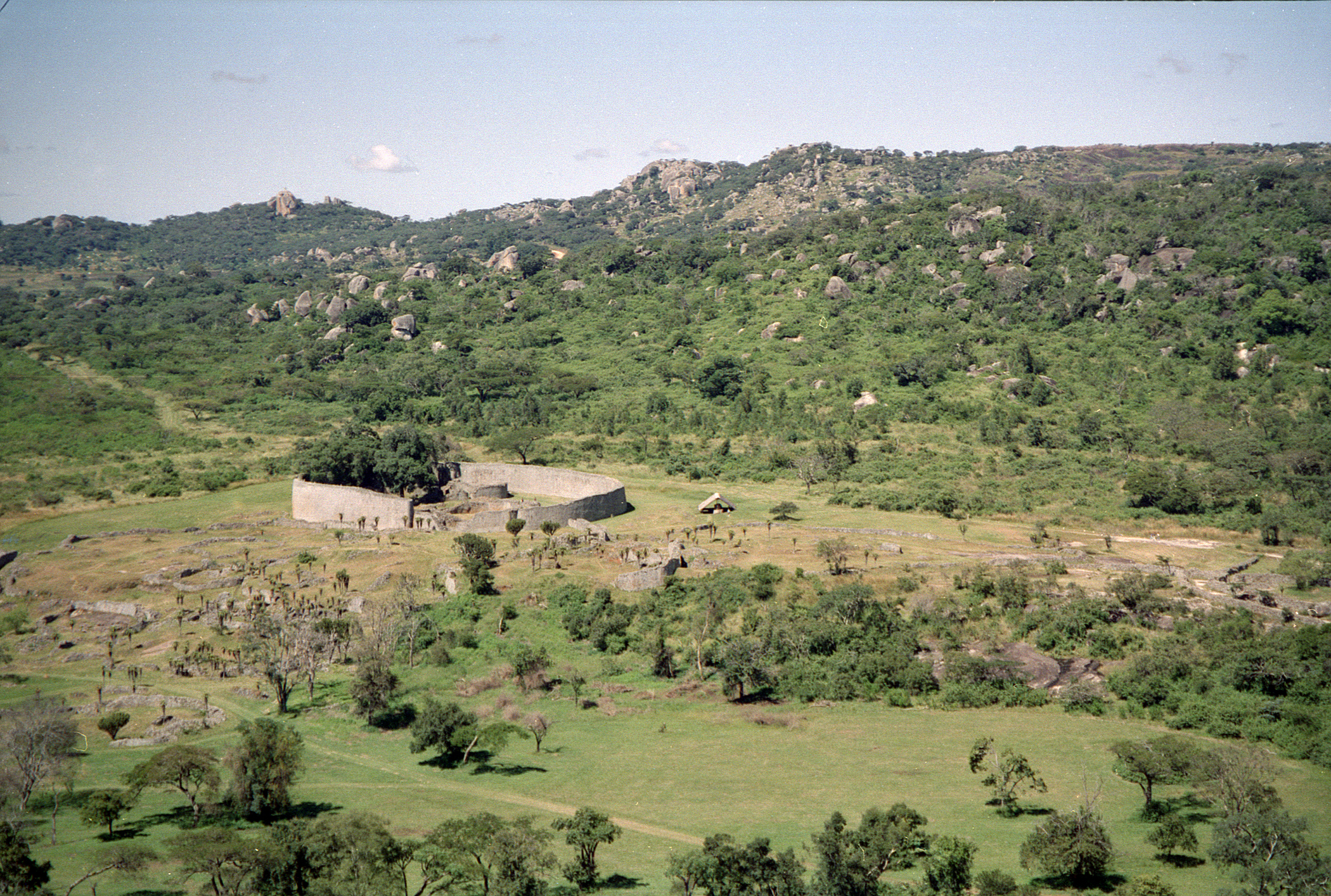
Grande Cerca, Grande Zimbabwe, Zimbabwe

- Monumento Nacional do Grande Zimbabwe (1986)